# Los detectives salvajes
Los detectives salvajes es la quinta novela del escritor chileno Roberto Bolaño, publicada en 1998. Consta de tres partes: la primera y la tercera son el diario del personaje Juan García Madero, un joven de 17 años estudiante de derecho. De ellas, la primera transcurre en México, D. F. en el fin del año 1975 y la tercera en el desierto de Sonora en el principio del año 1976. La segunda parte consiste en fragmentos correspondientes a testimonios de 52 distintos personajes, donde se recogen las vivencias entre los años 1976 y 1996 de los poetas Arturo Belano y Ulises Lima en distintos lugares del mundo. El relato es un homenaje al infrarrealismo, movimiento poético, que en la novela es denominado realismo visceral, y a sus integrantes. Así, Arturo Belano es en realidad el mismo Roberto Bolaño, y Ulises Lima es el poeta mexicano Mario Santiago Papasquiaro.
Los detectives salvajes ha sido traducida a varios idiomas, y ganó en el año 1998 el premio Herralde y en 1999 el premio Rómulo Gallegos. La novela ha recibido gran cantidad de elogios, tanto de escritores como de críticos especializados.

## Creación de la novela
El contenido de la novela se basa en numerosos registros vivenciales escritos por Bolaño durante años, desde su época en México, D. F. durante la década de 1970, cuando fundó junto a otros jóvenes poetas el movimiento infrarrealista.
Al menos en 1996, el escritor ya tenía una idea bastante clara de la novela, como se evidencia en su postulación en noviembre a una beca Guggenheim (postulación que fue rechazada el 2 de mayo de 1997, mediante una carta de Peter Kardon, director del Latin American Program, argumentando los limitados fondos con los que la fundación contaba para ese año). Además de una breve nota biográfica, su currículum literario, una carta de recomendación de su editor Jorge Herralde y positivas reseñas de su anterior novela Estrella distante, por parte de Silvia Meucci, Joaquín Marco, Ignacio Echevarría y Luis Alonso Girgado, Bolaño definió un proyecto de trabajo contemplado entre julio de 1997 y julio de 1998 para escribir una novela titulada «Los detectives salvajes», que tendría una extensión aproximada de entre 400 y 500 páginas. El autor también incluyó un primer argumento de la obra, muy semejante a la versión final, así como una estructura preliminar, parecida a la definitiva, donde, sin embargo, entre algunas otras pequeñas diferencias, el segundo capítulo se llamaría «Esquema de Polifemo».
La tercera parte de la novela, ambientada en el desierto de Sonora, donde Bolaño nunca estuvo, fue escrita con la ayuda de un mapa del atlas del estado de Sonora, publicado por el padre del amigo del escritor, el poeta chileno Bruno Montané (representado como Felipe Müller en la novela).

## Estructura
La novela se divide en tres partes tituladas «Mexicanos perdidos en México (1975)», «Los detectives salvajes (1976-1996)» y «Los desiertos de Sonora (1976)». La primera corresponde a un diario personal escrito por el personaje de Juan García Madero durante los últimos meses de 1975. La segunda, la más extensa, es una serie de testimonios de numerosas personas entre 1976 a 1996, ordenados cronológicamente, pero interrumpidos por trece fragmentos de un largo testimonio de Amadeo Salvatierra enunciado en 1976. La tercera parte corresponde a la segunda parte del diario personal de García Madero, escrita también en 1976.

## Argumento
Según el propio autor, esta novela habla «de la aventura, que siempre es inesperada»; una suerte de Huckleberry Finn de Mark Twain, donde el Misisipi aquí sería el flujo de voces de la segunda parte. Para Bolaño, Los detectives salvajes «intenta reflejar una cierta derrota generacional y también la felicidad de una generación, felicidad que en ocasiones fue el valor y los límites del valor».

### «Mexicanos perdidos en México (1975)»

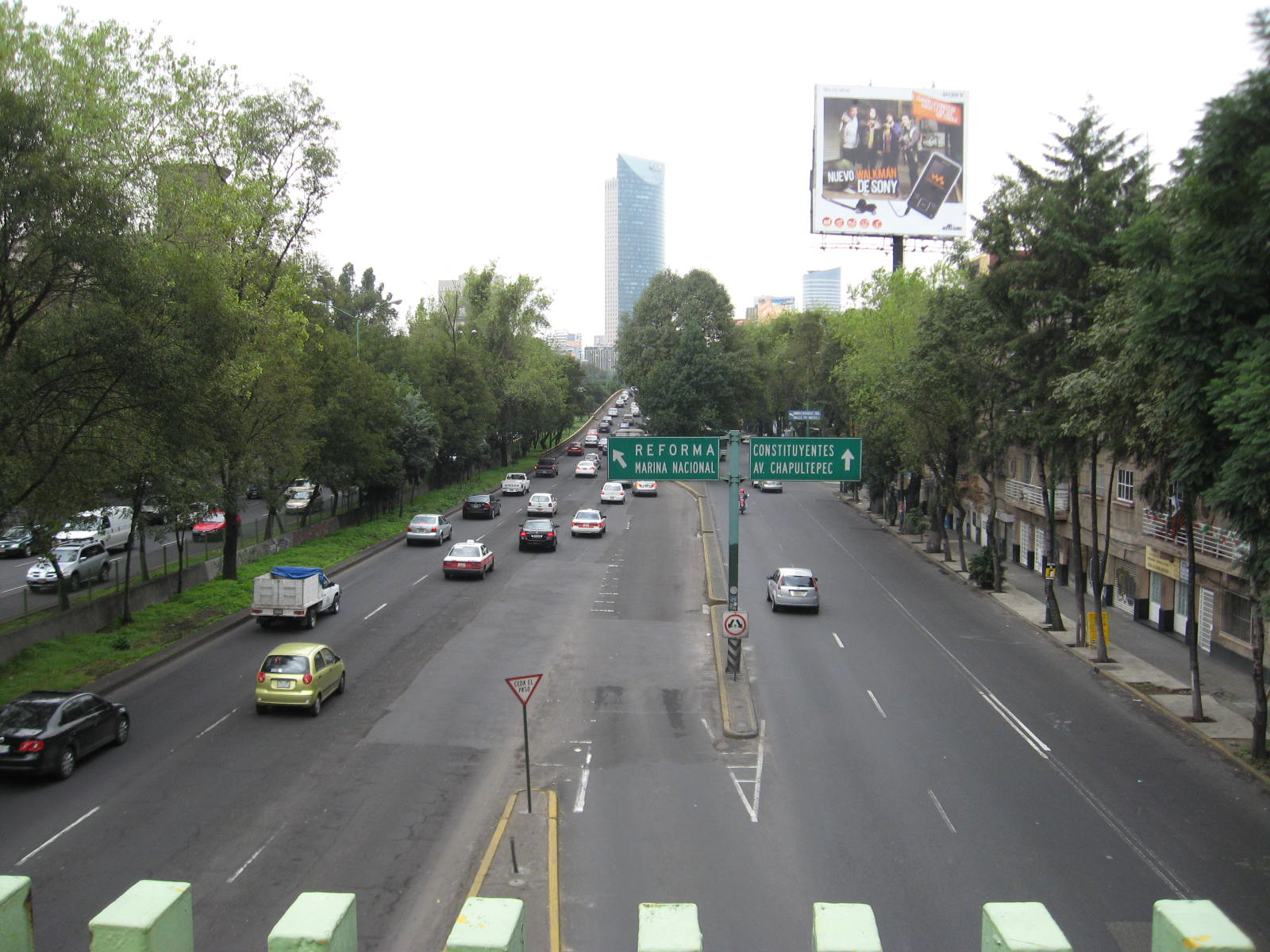
Avenida José Vasconcelos en Colonia Condesa, México, D.F. En la Colonia Condesa se desarrolla parte de la acción de Mexicanos perdidos en México (1975).

Esta parte consiste en el diario que escribe el estudiante de derecho y poeta Juan García Madero, huérfano de 17 años que vive con sus tíos, entre el 2 de noviembre y el 31 de diciembre de 1975. Se narra cómo conoce a los poetas de un movimiento literario llamado realismo visceral, homenaje a otro movimiento literario del mismo nombre surgido en la década de 1920 y liderado por la poeta Cesárea Tinajero, luego de que esta abandonase el estridentismo, y cuyo paradero desde entonces se desconoce. García Madero termina formando parte de ese grupo de poetas, liderados por Ulises Lima y Arturo Belano, y paulatinamente abandona los estudios, se aleja de su familia y se inicia en el sexo, además de empezar a escribir poemas. Gran parte de la acción transcurre en la calle Colima de la Colonia Condesa, en la casa de Joaquín (Quim) Font, un arquitecto padre de Angélica y María, dos jóvenes que pertenecen a los real visceralistas. Con esta última pierde García Madero su virginidad.
De forma paralela, García Madero establece relación con Rosario, una mesera del café que frecuentan los real visceralistas. Rosario, quien confía en las habilidades poéticas de García Madero, lo seduce e invita a vivir con ella; durante un periodo de distanciamiento con María, él acepta, amargando aún más la relación con sus tíos. Pero unas semanas después vuelve a casa de los Font, donde se encuentra refugiada Lupe, una prostituta que ha abandonado a su proxeneta de nombre Alberto. Una noche, casi por equivocación, García Madero se acuesta con Lupe. En Nochevieja de 1975, ante el acoso de Alberto y unos pistoleros que están vigilando la casa, García Madero, Lupe, Ulises Lima y Arturo Belano emprenden la huida utilizando un Chevrolet Impala propiedad de Joaquín Font.

### «Los detectives salvajes (1976-1996)»

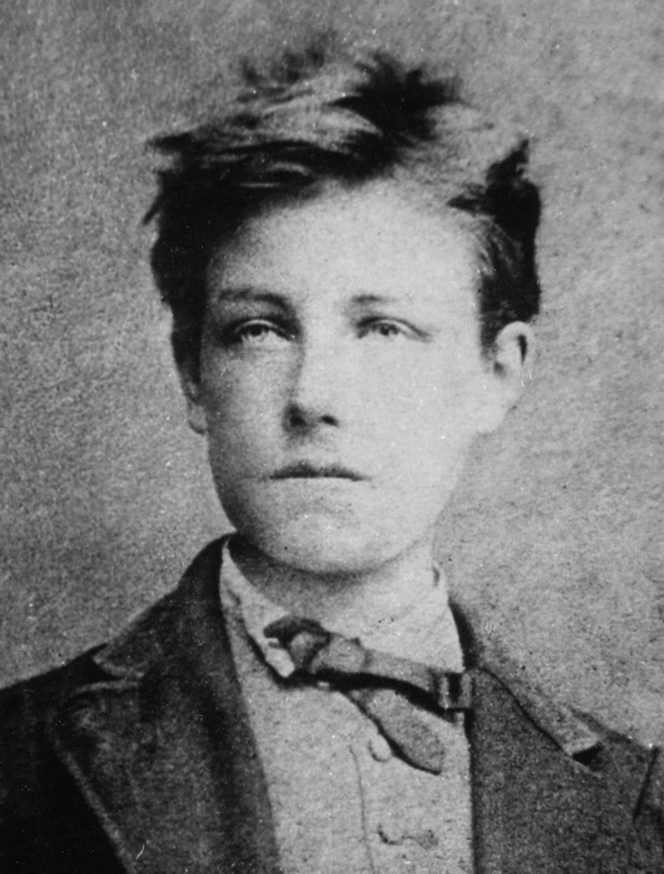
Arthur Rimbaud (1854-1891), Poeta francés. Ulises Lima relata a Alberto Moore en la discoteca «Priapo's» cómo Rimbaud fue violado por unos soldados franceses.

En esta parte de la novela se recogen los testimonios en primera persona entre los años 1976 y 1996 de 52 distintos personajes que tuvieron relación con Arturo Belano y Ulises Lima, repartidos en 26 capítulos.
Los testimonios de Amadeo Salvatierra aparecen a lo largo de toda la novela. Gracias a Amadeo, Arturo Belano y Ulises Lima entran en contacto por primera vez con un poema de Cesárea Tinajero. Dicho poema consiste en una sucesión de tres dibujos.
Amadeo informa a los dos poetas de la intención, varios años atrás, de Cesárea Tinajero de trasladarse a Sonora, única pista con la que cuentan para localizar su paradero.
Parte del pasado de Arturo Belano es narrado en los testimonios de Laura Jauregui, Perla Avilés y Auxilio Lacouture. Laura, antigua novia de Belano, cuenta cómo se conocieron, cómo empezó a cansarse de Arturo y de los real visceralistas, y al final, cómo rompen la relación. Perla describe a Belano cuando estudiaban juntos en la preparatoria y Auxilio recuerda cuando se produjo el Golpe de Estado en Chile de 1973. El poeta chileno se desplazó a su país cuando sucedió y Auxilio comenta que regresó muy cambiado.
Otros monólogos describen aspectos de los real visceralistas durante esos años. Fabio Ernesto Logiacomo recuerda una entrevista con Belano y Lima donde repasaron la salud de la nueva poesía latinoamericana. Luis Sebastián Rosado narra un encuentro que tuvo con unos cuantos real visceralistas en la discoteca «Priapo's». En dicho local baila un bolero con el poeta real visceralista Piel Divina, lo que origina un escándalo en el local. Acaba manteniendo relaciones sexuales con Piel Divina durante un periodo de tiempo hasta que este fallece en una operación de la policía contra el narcotráfico. Alberto Moore también recuerda la noche del «Priapo's», donde Ulises Lima le contó una historia acerca de cómo fue violado Rimbaud por unos soldados franceses. Carlos Monsiváis rememora una entrevista que mantuvo con dos poetas melenudos (Ulises Lima y Arturo Belano), que criticaban duramente y con gran terquedad a Octavio Paz sin presentar según él argumentos sólidos. Otro escritor que se entrevistó con los real visceralistas fue Manuel Maples Arce. El testimonio de Piel Divina se centra en la animadversión de Arturo Belano hacia su persona, sobre todo tras robar Piel Divina una escultura en la Casa del Lago. Angélica Font hace un repaso de los amantes de su hermana María, y de las relaciones sexuales poco satisfactorias que mantuvo Angélica con el real visceralista Pancho Rodríguez. El primer monólogo de Bárbara Patterson recoge el desagrado que le produjo Manuel Maples Arce cuando le entrevistaron los real visceralistas y recuerda cómo conoció a los real visceralistas, entre ellos su pareja, Rafael Barrios. Los primeros testimonios de Joaquín Font se centran en Arturo Belano y Ulises Lima. Describe a Arturo Belano como romántico, a veces cursi y extravertido, y a Ulises Lima como radical, cordial e introvertido. Repasa los tipos de literatura que según él existen: literatura para cuando estás aburrido, literatura para calmados, para cuando estás triste, para cuando estás alegre, para cuando quieres conocer más y literatura para cuando estás desesperado. Según Font, esta última es la literatura que hacían Lima y Belano. El poeta real visceralista Jacinto Requena narra el inicio de su relación con Xóchitl García y cómo conoció a los real visceralistas. En particular relata cómo iba una noche todo el grupo en un autobús, y Xóchitl se sentó junto a Arturo Belano, conversando durante todo el trayecto. Jacinto estaba acostumbrado a que todos los integrantes del grupo cortejaran a su pareja, pero en esta ocasión notó que la situación era distinta, aunque después de esa noche la relación entre Arturo y Xóchitl fue bastante normal. Joaquín Vázquez Amaral recuerda cuando viajó a México para presentar su traducción de los Cantares de Ezra Pound, y cómo después estuvo con Arturo Belano y ocho amigos suyos hablando de Pound y de otros poetas hasta la madrugada. Al principio del testimonio asegura que Belano es una persona amable, poco agresiva y culta. El editor Lisandro Morales cuenta cómo el novelista ecuatoriano Vargas Pardo le presenta a Arturo Belano en la editorial donde trabajaba Morales. Pardo le comentó que Belano estaba preparando una antología de jóvenes poetas latinoamericanos. Durante la entrevista con Belano para decidir si publicaba su libro o no, Lisandro Morales tuvo una revelación, que le aconsejaba no publicarlo. Al final, debido a la insistencia de Vargas Prado el libro se acaba publicando. Define a Belano como escritor cenizo, y considera que nunca debió editar su antología. Desde que publicó el libro, Morales bebe mucho, se encuentra solo y tiene miedo de que unos sicarios le asesinen. Termina su narración asegurando que la literatura no vale nada. En el testimonio de José «Zopilote» Colina se recoge cómo estaba esperando que Juan Rejano le pagara un cheque en El nacional junto con otras personas, entre ellas, Ulises Lima, Arturo Belano y Felipe Müller. Mientras espera, entra una chica rubia sin esperar cola, y recibe un cheque. Los real visceralistas se enteran de que es Verónica Volkow, bisnieta de León Trotski, y salen detrás de ella. Luego Colina recuerda ver a los cuatro en una cafetería riéndose. Verónica Volkow recuerda un encuentro en 1976 con Arturo Belano, Ulises Lima y un tercer real visceralista en las puertas de un cine. El pintor Alfonso Pérez Camarga afirma que Belano y Lima no eran revolucionarios, ni escritores, ni poetas, sino vendedores de drogas. Cuenta cómo él y unos amigos empezaron a comprarles marihuana y hongos alucinógenos. También comenta el poco interés que mostraban por el sexo.
Arturo Belano y Ulises Lima al regresar de su búsqueda de Cesárea Tijanero deciden irse a Europa. Esta intención viene recogida en el primer testimonio de María Font, que cuenta primero cómo han ingresado a su padre en un manicomio y después relata cómo se encontró con Ulises Lima y Arturo Belano en el Café Quito. Allí le cuentan a María su intención de irse lejos; Ulises a París y Arturo a España.

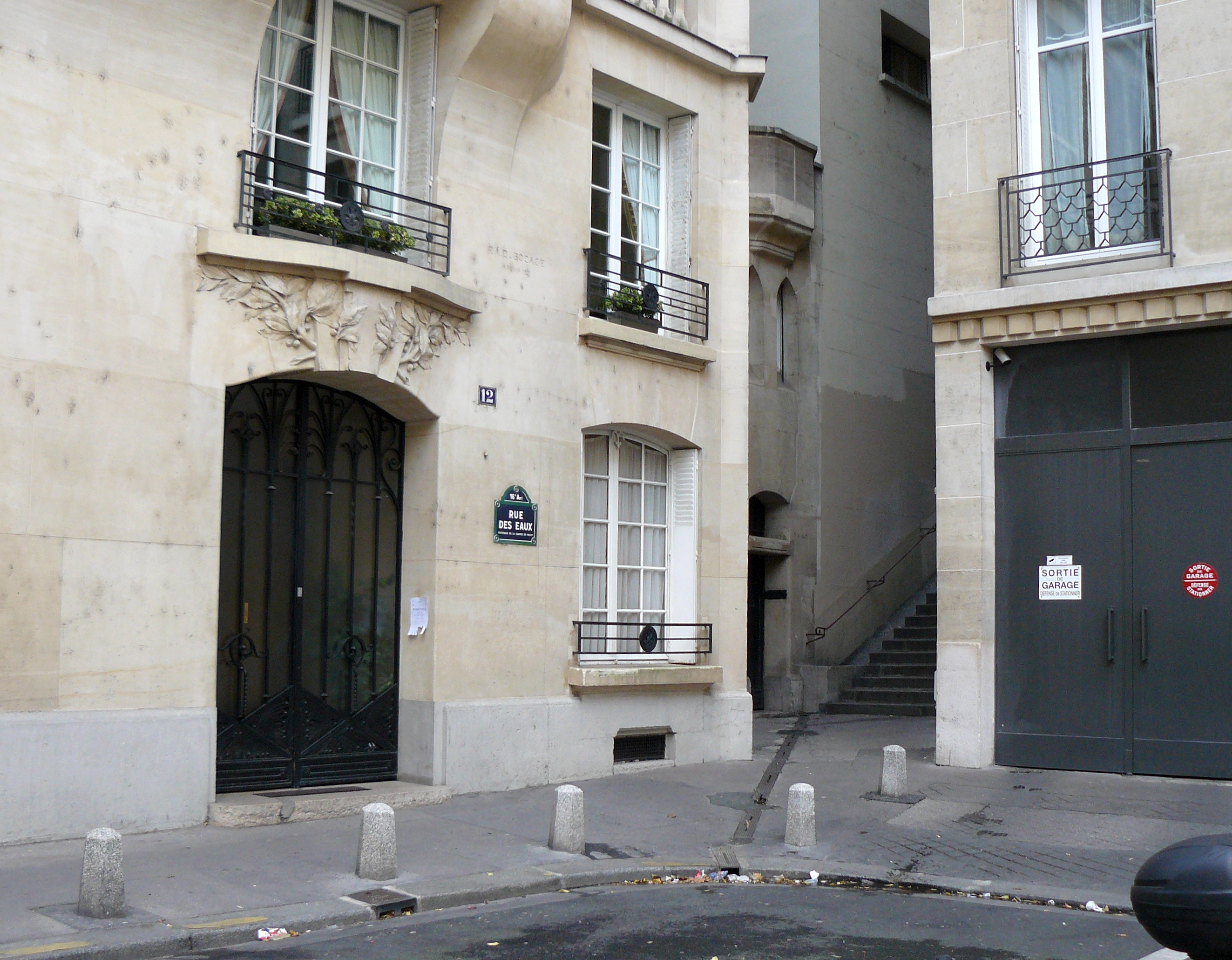
Rue des Eaux en París. En esta calle reside Ulises Lima durante su estancia en la capital francesa.

La estancia de Lima en París es descrita en varios testimonios. Simone Darrieux cuenta cómo conoció a Arturo Belano en México, y cómo al año de conocerse se acostaron. Ella le confesó que era masoquista y lectora de Sade, practicando juntos esas prácticas sexuales hasta que Simone volvió a Francia. Se pregunta cómo conseguiría dinero Ulises Lima durante su estancia en París, porque solo le conoció algunos empleos temporales que le ofrecían unos poetas peruanos. Narra cómo Lima acudía a su casa para ducharse una vez a la semana, a veces en intervalos más largos. Recuerda cómo escribía en los márgenes de las páginas de los libros, y de cómo un día le sorprendió leyendo en la ducha. Hipólito Garcés, amigo de Ulises Lima, le consigue alojamiento en la rue des Eaux. Acuerdan que Ulises Lima le pague un dinero, con el cual Hipólito Garcés hará la compra y cocinará, aunque según pasa el tiempo, solo acaba cocinando arroz blanco a la vez que le pide más dinero a Lima. Al cabo del tiempo, el poeta mexicano deja de aparecer por casa de Hipólito, por lo que este acude a donde se aloja Lima. Le pregunta si le prepara comida para mañana, y Lima le contesta que no va a volver más. Finalmente, Hipólito se desahoga con el mexicano, quejándose de la vida que lleva. Roberto Rosas relata cómo vivía en una buhardilla junto a otros poetas peruanos. Explica que antes vivía con ellos el poeta Hipólito Garcés, pero que acabaron echándolo de allí porque no devolvía los préstamos que le hacían y por las mentiras que contaba. Recuerda que Garcés le presentó a Ulises Lima, y se acabó haciendo amigo de él. Con Lima acabó conociendo los poetas franceses Michel Bulteau y a su compañera Adeline, a Mathieu Messagier y a Jean-Jacques Faussot, e incluso empezó a traducir un poema de Bulteau, traducción que no llegó a finalizar. Sofía Pellegrini cuenta cómo los poetas peruanos, incluido Roberto Rosas, llamaban «Cristo de la rue des Eaux», a Ulises Lima, y se reían de él, sobre todo porque Hipólito Garcés le había engañado varias veces. Sin embargo, ella guardaba buen recuerdo de él. El poeta Michel Bulteau recuerda cómo recibe una llamada de Ulises Lima para concertar una cita. Queda con él en la estación de metro de Miromesnil, y deciden dar un paseo por la ciudad. Bulteau escucha las historias que le cuenta el poeta mexicano, que versan sobre poetas, revistas y obras, todas perdidas. El poeta real visceralista Felipe Müller recuerda cuando fue a visitar junto con su novia al poeta a la capital francesa y Ulises Lima les acaba contagiando la sarna. Alain Lebert cuenta cómo vive en una cueva junto con un amigo, y pasaba las noches en un bar de la localidad de Port Vendres. Trabaja en un barco pesquero, pero la pesca es muy escasa. En el bar conoce a Arturo Belano, coincidiendo con él de vez en cuando. Un día Belano le presenta a un amigo que acaba de llegar al pueblo, Ulises Lima, y le pregunta a Lebert si puede conseguir un trabajo para Lima a bordo de su barco, el Isobel. Alain Lebert consigue que le contraten. Contrariamente a lo que había afirmado, Lima no tiene ninguna experiencia con los barcos, sin embargo, al empezar a trabajar la pesca empieza a ser muy abundante, consiguiendo así el poeta mexicano dinero para un viaje que tiene planeado a Israel. Finalmente van Lebert, su amigo y Belano a despedirle a la estación de tren, y Lebert escucha cómo le dice Belano a Lima que quizás esa sea la última vez que se vean.

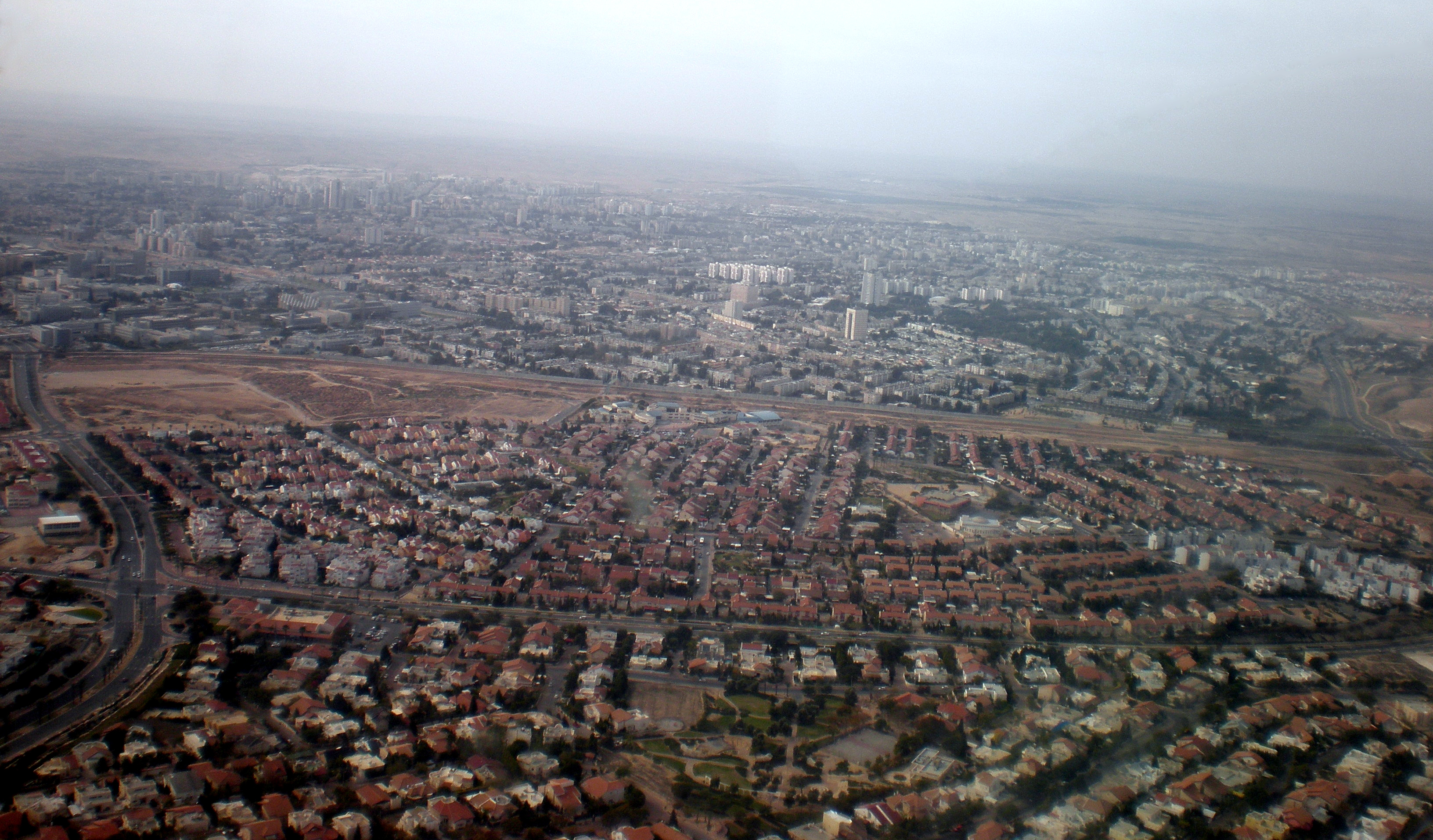
En un calabozo de la ciudad israelí de Beersheba se conocen Heimito Künst y Ulises Lima.

El viaje de Ulises Lima a Israel es narrado por varios personajes. Norman Bolzman cuenta que cuando residía en Tel Aviv junto con su novia Claudia y Daniel Grossman recibieron la visita de Ulises Lima, ya que se conocían del México, D. F. Durante esa visita Ulises Lima le confiesa a Claudia que el motivo de su viaje era verla a ella, porque la amaba. Ella no le hace mucho caso, y una noche Norman sorprende a Lima llorando en el sofá; desde entonces Norman se siente apesadumbrado por la tristeza del poeta mexicano, tanto que acaba afectando a su vida sexual. Como Lima no trabaja, empiezan a tener problemas económicos, y el poeta se acaba marchando. Está bastantes días fuera y en varios lugares, y finalmente vuelve a casa de Norman con un austriaco llamado Heimito, permanecen dos días en la casa, y al final se marchan. Heimito Künst narra cómo coincide en un calabozo con Ulises Lima en la ciudad israelí de Beersheba. Cuando salen libres mendigan unos días por Jerusalén, hasta que Heimito consigue dinero de una herencia, y vuelan juntos a Viena, residiendo en casa de Heimito y cometiendo hurtos para subsistir. Durante su estancia en la capital austriaca tienen problemas con los antiguos amigos de Heimito, que acaban en una reyerta donde Ulises Lima apuñala a dos de ellos. A los días les detiene la policía, y a Ulises Lima le echan del país y prohíben su retorno hasta el año 1984.
La estancia de Arturo Belano en España viene recogida en varios testimonios. Felipe Müller cuenta que Arturo Belano se trasladó a vivir a Barcelona a casa de su madre. Anteriormente, Felipe Müller mantenía correspondencia con Belano, informándole del precario estado de salud de la madre de este (padecía hipertiroidismo) y de su mala situación económica. Finalmente Belano consiguió una beca para ella, después de enviar una recomendación de Vargas Pardo para Juan Marsé. También recuerda que el y su novia usaban la ducha de Belano después de haber contraído la sarna. Narra cómo Belano encuentra trabajo como vigilante de seguridad en un camping, y cómo ambos acaban abandonando el realismo visceral. También reproduce dos historias que le había contado Belano: una era un relato de ciencia ficción de Theodore Sturgeon y la otra versaba sobre un poeta peruano y un cuentista cubano, que conocen el éxito cuando son jóvenes, pero irremediablemente se acaban hundiendo. Mary Watson se remonta a cómo fue su verano de 1977. Viajó a Francia con un amigo, y ambos tenían problemas sentimentales. Haciendo autostop por el sur les recoge un alemán, Hans, que viaja con su mujer y su hijo pequeño en una furgoneta. Recogen a dos ingleses más, y deciden irse a España para trabajar en la recogida de naranjas. Recogen a una chica francesa ocupando así la última plaza del vehículo, y ya en España se alojan en un camping cercano a Barcelona. Por las noches toman algo en la terraza con otros turistas y el vigilante de seguridad (Arturo Belano). Mary empieza a tener relaciones con el vigilante, y se da cuenta de que la relación entre él y Hans es bastante tensa. El grupo decide ir a Valencia para encontrar trabajo, pero no lo consiguen, así que vuelven al camping. Hans comenta al grupo que hay que ir al sur de Francia a casa de un tío de su mujer, pero que no quiere que vaya con él uno de los ingleses que recogió. A Mary no le parece bien, y decide quedarse unos días en Barcelona junto a Belano para luego reunirse con el grupo más adelante. Cuando Mary se vuelve a reunir con sus compañeros de viaje, hay abundante trabajo en la vendimia, lo que les mantiene muy ocupados. Un día aparece Arturo por sorpresa, lo que alegra mucho a Mary. Una noche se produce una discusión entre Belano y Hans, y este acaba abalanzándose sobre el chileno, pero Arturo saca un cuchillo y se lo pone a Hans junto a la cara, lo que provoca el final del altercado. Al día siguiente, Belano vuelve a Barcelona, y cuando acaba la vendimia Mary vuelve a Londres. Andrés Ramírez recuerda una reunión que mantuvo con varios chilenos en el aniversario del Golpe de Estado en Chile de 1973, coincidiendo allí con Arturo Belano. Al finalizar el encuentro e irse, recorre parte del camino con Belano. En ese trayecto Abel Romero reflexiona sobre la naturaleza del mal. En el testimonio de Andrés Ramírez parece que el interlocutor es el propio Belano. Narra cómo llega a Barcelona desde Chile como polizón, y no tarda mucho en encontrar trabajo y alojamiento. Un día, paseando por Las Ramblas, le vienen a la cabeza una sucesión de números, en concreto el 0, el 1 y el 2, y acaban haciendo aparición siempre que se encuentra ocioso. Un día, decide hacer un quiniela con los números, asumiendo que el 0 se corresponde con la «X», y la acierta. Pasado el tiempo, vuelven a aparecer los números, y vuelve a acertarla, convirtiéndose en millonario. Se trae a su familia de Chile, adquiere un restaurante, comienza a viajar, se casa y tiene hijos. Un día, contrata a Belano en su restaurante. Al final del testimonio queda claro que Belano quiere dejar el trabajo, y Abel Romero le promete uno o dos meses de vacaciones pagadas. Edith Oster recuerda el primer encuentro que tuvo con Arturo Belano en la galería de arte María Morillo. Pasaron varios años hasta que le volvió a ver, en Barcelona. El motivo del viaje a Barcelona era reencontrarse allí con su novio, pero al cabo de los meses rompen la relación. Al encontrarse con Belano, este la recuerda, y empiezan a verse con mayor frecuencia. Edith decide regresar a México, y una vez allí mantiene una relación con Belano por teléfono, por lo que decide regresar a Barcelona para vivir con el poeta chileno. Sin embargo, la relación no dura mucho, en parte debido a los problemas de salud de Edith, que se acaba marchando a Roma. Su vida allí es un desastre, y a pesar de sus esfuerzos por no ser encontrada, su madre la localiza, y la encuentra enferma, regresando las dos a México, donde internan a Edith en una clínica. De allí la trasladan a otra clínica de Los Ángeles. Una vez restablecida, se muda junto con su madre a Silverado, donde traba amistad con un anciana judía que acaba de enviudar, la señora Schwartz. Después de una enfermedad, la señora Schwartz fallece, y al cabo del tiempo, Edith decide regresar al Distrito Federal para establecerse definitivamente. Xosé Lendoiro cuenta cómo durante unas vacaciones en Castroverde, un niño se cae a una sima y nadie es capaz de rescatarlo hasta que aparece Arturo Belano, logra bajar por la grieta, y rescata al niño. A los dos años vuelve a encontrarle, y le ofrece trabajo en la revista del colegio de abogados. Un día Lendoiro descubre que su hija y Belano mantienen relaciones. Con el tiempo. Belano desaparece y a Lendoiro le diagnostican una enfermedad mortal. Acaba su historia contando un chiste. Susana Puig es enfermera y antigua amante de Belano y relata cómo recibe una llamada de este, citándola un día y a una hora exacta en una playa. Belano la confesó que no quedaban para hablar ni para verse, solo ella podría verle a él. Acude a la cita, estaciona el vehículo en el lugar indicado, y puede ver desde allí en la lejanía a un grupo de personas, entre ellas Arturo. Varias de ellas se apartan, quedando solamente Belano y otro hombre, y comienzan a mantener un duelo con algo que en principio a Susana le parecieron bastones, pero que empezó a dudar sobre si no se trataría de espadas en realidad. Está relacionado con este testimonio el de Guillem Piña que cuenta cómo después de unos años sin tener noticias de Belano, este reaparece, y le cuenta cómo un crítico muy prestigioso, Iñaki Echevarne, va a realizar una mala reseña sobre su última novela. Belano le propone a Guillem que sea padrino de un duelo que va a mantener con el crítico. Finalmente deciden que el duelo sea con espadas, a primera sangre y en una playa nudista. Llaman a Iñaki Echevarne para proponérselo, y acepta. Una amigo de Echevarne, Jaume Planells, recibe una llamada de Iñaki Echevarne para pedirle que sea el padrino de un duelo que va a mantener contra un escritor (Arturo Belano). Planells acepta, pero para no ir solo llama a una amiga común periodista, Quima. Se dirigen al lugar establecido para disputar el duelo, y allí aparecen Arturo Belano y su padrino, Guillem Piña. Los observadores se retiran, y empieza el combate entre Belano y Echevarne. María Teresa Solsona Ribot narra cómo alquila una habitación de su casa a Arturo Belano, y cómo entabla amistad con él a pesar de mostrar desconfianza al principio. Belano le cuenta que está separado, y que tiene un hijo; también le cuenta que está enamorado de una andaluza, pero que su relación va mal, lo que provoca que Arturo quiera viajar a África. Al final del testimonio María Teresa cuenta cómo le va a acompañar a la estación de Malgrat para despedirse.

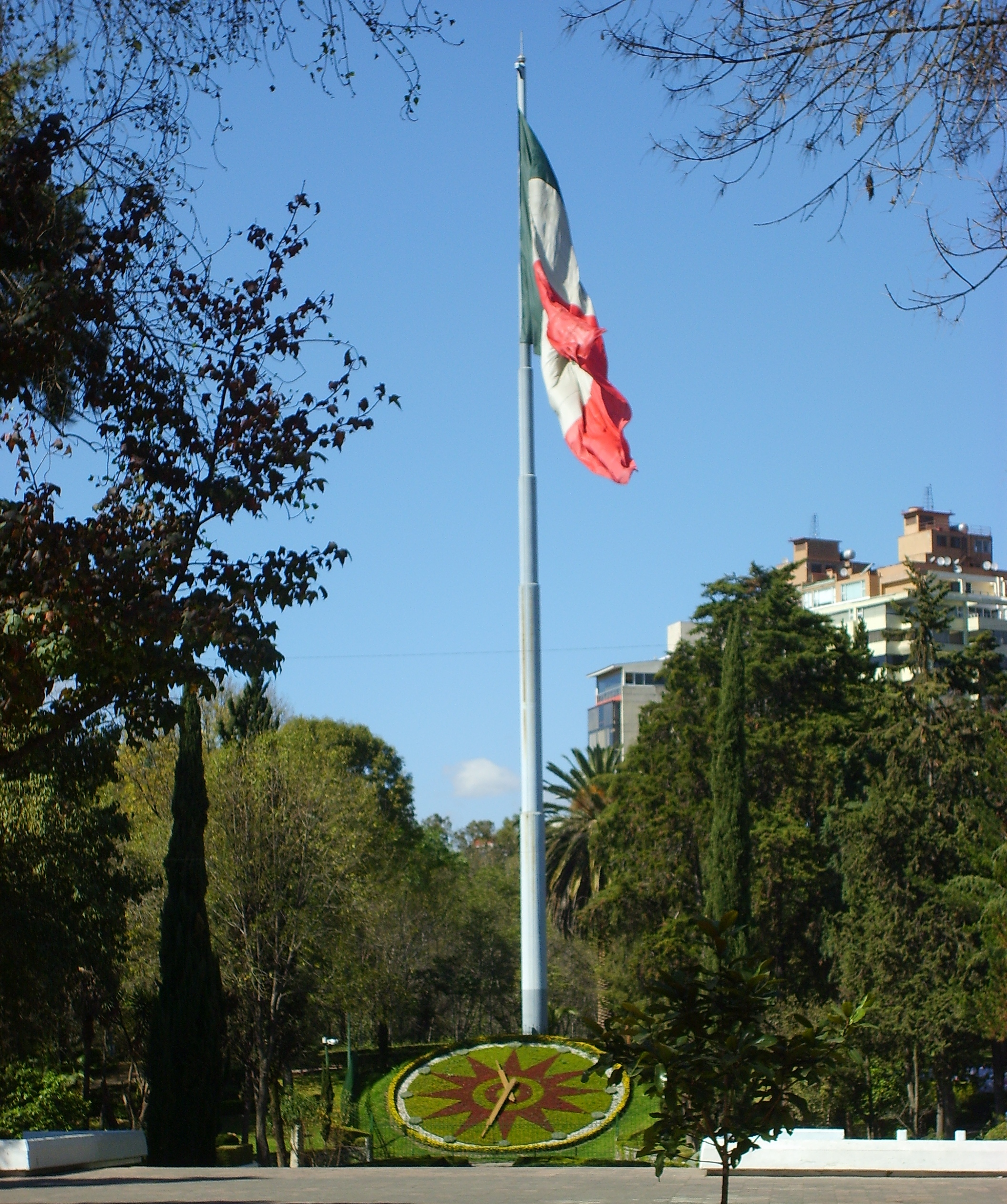
Parque Hundido, México, D. F.. En este parque se produce una entrevista entre Ulises Lima y Octavio Paz en Los detectives salvajes (1976-1996).

Otros testimonios describen los destinos del resto de los miembros del realismo visceral durante la ausencia de Belano y Lima y después del regreso de Ulises Lima. Angélica Font cuenta cómo Ernesto San Epifanio (poeta real visceralista) se tiene que someter a dos operaciones quirúrgicas para extirparle un aneurisma. Con el tiempo, Ernesto empieza a recuperarse, aunque nunca recupera del todo sus facultades, y finalmente fallece plácidamente. Bárbara Patterson narra cómo vive junto con Rafael Barrios en San Diego, siendo ella la que trabaja para mantener a los dos, además de realizar las labores domésticas, mientras él se dedica a escribir poesía y a charlar con los chicanos del vecindario. Algunos testimonios de Joaquín Font los realiza desde clínicas psiquiátricas. Recuerda a Laura Damián y a una antigua amiga suya y compañera de estudios, Dolores Pacheco.. Cuenta cómo le venía a visitar el padre de Laura Damián, Álvaro, y le comunicaba que el premio de poesía Laura Damián se había terminado, debido a sus problemas económicos, pero Joaquín no lograba recordarle. A los meses recibe la visita de una de sus hijas, y le comunica que Álvaro Damián se ha suicidado. Jacinto Requena recuerda una conversación que mantuvo con Rafael Barrios, una vez que Ulises Lima y Arturo Belano se habían marchado a Europa. En ella Jacinto comenta que parecía como sí desde que se hubiera ido Ulises Lima, hubieran aparecido en México una gran cantidad de poetas de su generación. También le cuenta que se va a publicar una antología con todos los poetas de México, pero que él se niega a que publiquen poemas suyos, ya que en dicha antología no se encuentra incluido Ulises Lima. María Font narra cómo se ha ido a vivir a un piso con un profesor de matemáticas casado, al lado de donde viven Jacinto Requena y Xóchitl García. Por aquel entonces vuelve Ulises Lima de su viaje, y se reúne con María, Xóchitl y Jacinto. Aprovechando dos reuniones de los real visceralistas, María y Jacinto, que no acuden, mantienen relaciones sexuales. Xóchitl le cuenta, después de haber asistido a dichas reuniones, que hay que dar por muerto al real visceralismo. Al finalizar el testimonio María da por finalizada su relación con el profesor de matemáticas. Rafael Barrios enumera los tipos de literatura que cultivaron los real visceralistas durante la ausencia de Arturo Belano y Ulises Lima. Asegura que al final nada salió bien. Después, desde California asegura que Lima y Belano le recordaban a Dennis Hopper en Easy Rider. Hugo Montero cuenta cómo invitó a Ulises Lima a un viaje organizado a Managua junto con otros poetas mexicanos para mostrar su solidaridad con la revolución Sandinista. Una vez allí, Lima desaparece, lo que ocasiona que el mismo día del viaje de vuelta haya que acudir a la policía de Nicaragua para denunciar su desaparición. Al no tener noticias del poeta real viscerista, la comitiva regresa a México sin él. En otro monólogo de Joaquín Font se comenta que un día, durante una visita, su hija le dice que Ulises Lima ha desaparecido. Joaquín Font le contesta que ya lo sabe, que se lo ha dicho otro internado. Xóchitl García cuenta cómo intenta convencer a su pareja (Jacinto Requena) de la necesidad de avisar a la madre de Ulises Lima de la desaparición de su hijo, y ante la pasividad de este, decide avisarla ella misma. Otro testimonio de Jacinto Requena recuerda una conversación que mantuvo con Lima una vez que éste había regresado de Managua. En otros testimonios de Xóchitl García se cuenta cómo es su vida después de separarse de Jacinto. Se hace muy amiga de María Font, y comienza a leer y a escribir poemas profusamente. Ninguna revista importante le quiere publicar ningún poema por haber pertenecido a los real visceralistas, así que debe conformarse con intentarlo en publicaciones de menor prestigio. Publica su primer poema, y a partir de ese momento comienza a escribir otro tipo de cosas, como crónicas o artículos sobre jardinería. Después de mucho tiempo sin acostarse con nadie, mantiene relaciones sexuales con el director de la revista donde publicaba. Finalmente abandona al director y a la revista, y consigue un empleo como correctora en un periódico. Daniel Grossman cuenta cómo en su vuelta a México después de muchos años pregunta por Norman Bolzman, y se entera de que da clases en la UNAM, y que pasa temporadas retirado en una casa en Puerto Ángel. Se decide a ir a visitarle, y pasa allí unos días con él. Deciden regresar a la capital, y lo hacen en un Renault propiedad de Norman. Durante el camino de vuelta empiezan a recordar la visita de Ulises Lima a Tel-Aviv, y Norman le cuenta a Daniel cómo lloraba Lima por las noches, y cómo en ese sollozo estaba la clave de por qué Lima había viajado a Israel. Daniel no comprende a que se refiere Norman, y justo en ese momento sufren un accidente de tráfico. Daniel despierta mes y medio más tarde en un hospital, y se entera de que Norman ha muerto. A partir de ese momento, se dedica a buscar sin éxito a Arturo Belano y a Ulises Lima. Clara Cabeza, antigua secretaria de Octavio Paz, recuerda un encuentro en Parque Hundido entre Octavio Paz y Ulises Lima.

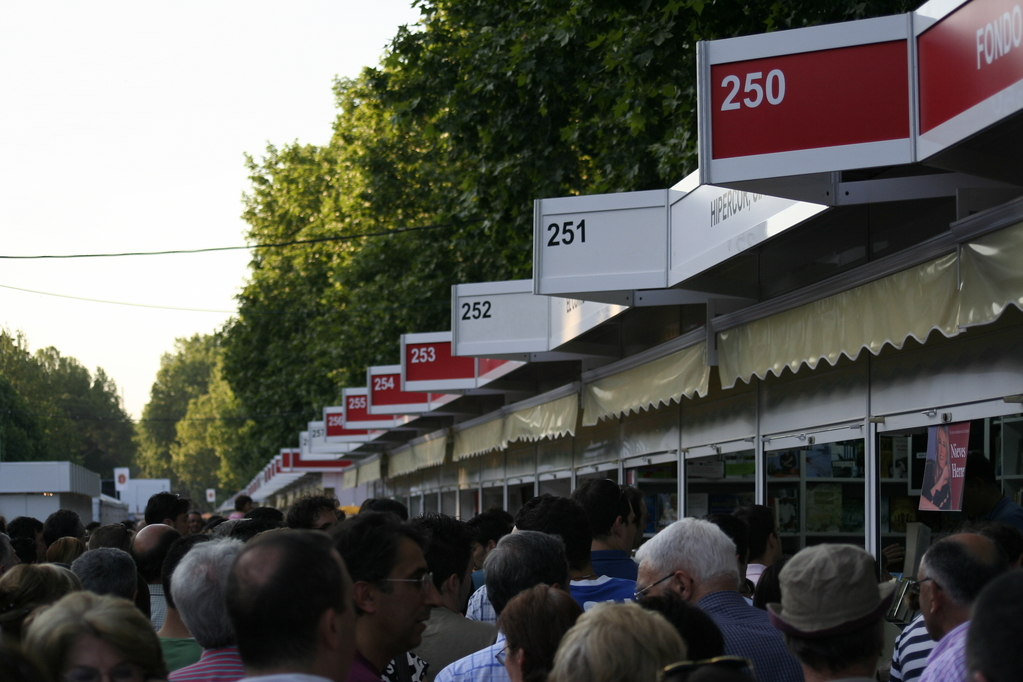
Feria del Libro de Madrid, uno de los escenarios donde se desarrolla Los detectives salvajes (1976-1996).

Otros testimonios tratan de la literatura en general. Iñaki Echavarne reflexiona desde Barcelona sobre la relación existente entre la Obra, la Crítica y los Lectores. La novela incluye testimonios realizados por los escritores Aurelio Baca, Pere Ordóñez, Julio Martínez Morales, Pablo del Valle, Marco Antonio Palacios, Hernando García León y Pelayo Barrendoái desde la Feria del Libro de Madrid, donde cuentan su visión de la literatura, sin mencionar en ningún momento a Ulises Lima ni a Arturo Belano.
Jacobo Urenda, fotógrafo argentino residente en París, relata el periplo de Belano en África. Conoce a Arturo Belano en Luanda por cuestiones laborales, ya que Belano es corresponsal para un periódico madrileño. Al terminar su trabajo, Urenda vuelve a Europa, pero Belano permanece en África. El argentino le promete al poeta que le va enviar medicamentos que no se pueden encontrar en Luanda. Al fotógrafo le resulta curioso que, si bien Arturo Belano no parece muy interesado en vivir, si es muy cuidadoso a la hora de medicarse. Meses más tarde se vuelven a encontrar en Kigali, aunque el encuentro solo dura un día. En otro viaje al continente africano, Jacobo Urenda tiene que cubrir un conflicto bélico en Liberia, por lo que viaja a Monrovia. Allí se aloja en el Centro de Enviados de Prensa, y consultando el libro de registros, descubre que Arturo Belano estuvo allí dos semanas atrás. Realiza intentos de encontrarle, pero resultan infructuosos. A los días, le ofrecen realizar una gira al interior del país junto con un francés de la revista Paris-Match y un italiano de la agencia Reuters, y Jacobo acepta. Cuando se acercan al pueblo de Black Creek, el vehículo en el que viajan es tiroteado, falleciendo su colega italiano. Además, el automóvil sufre daños en el motor, por lo que solo pueden llegar hasta el poblado de Brownsville, encontrándose allí con Arturo Belano y otro fotógrafo de gran reputación, Emilio López Lobo. Esa noche, Urenda se despierta de madrugada y escucha una conversación que mantienen López Lobo y Belano. En esta, López Lobo cuenta la traumática muerte de su hijo. Al día siguiente, Jacobo Urenda regresa andando con sus acompañantes hasta un lugar desde donde pudieran regresar a Monrovia, y Belano se va con López Lobo y unos militares por otro camino que presenta un peligro mucho mayor. El fotógrafo argentino consigue llegar a Monrovia, y no vuelve a saber nada del chileno.
Finalmente, Ernesto García Grajales se presenta como el único estudioso de los real visceralistas, comentando qué ha sido de cada uno de ellos: Piel Divina, Ernesto San Epifanio, Pancho Rodríguez y Emma Méndez, muertos; María Font escribe, pero no publica; Angélica Font ha publicado un libro de poesía; Xóchitl García trabaja para revistas, pero ya no escribe poesía; Jacinto Requena es crítico de cine; Moctezuma Rodríguez se dedica a la política; Felipe Müller vive en Barcelona, casado y con un hijo; Rafael Barrios se encuentra desaparecido; Ulises Lima continúa viviendo en México, D. F.; de Arturo Belano no sabe nada. Cuando le preguntan por Juan García Madero, afirma desconocer quién es. Ernesto tiene pensado publicar un libro sobre los real visceralistas.

### «Los desiertos de Sonora (1976)»

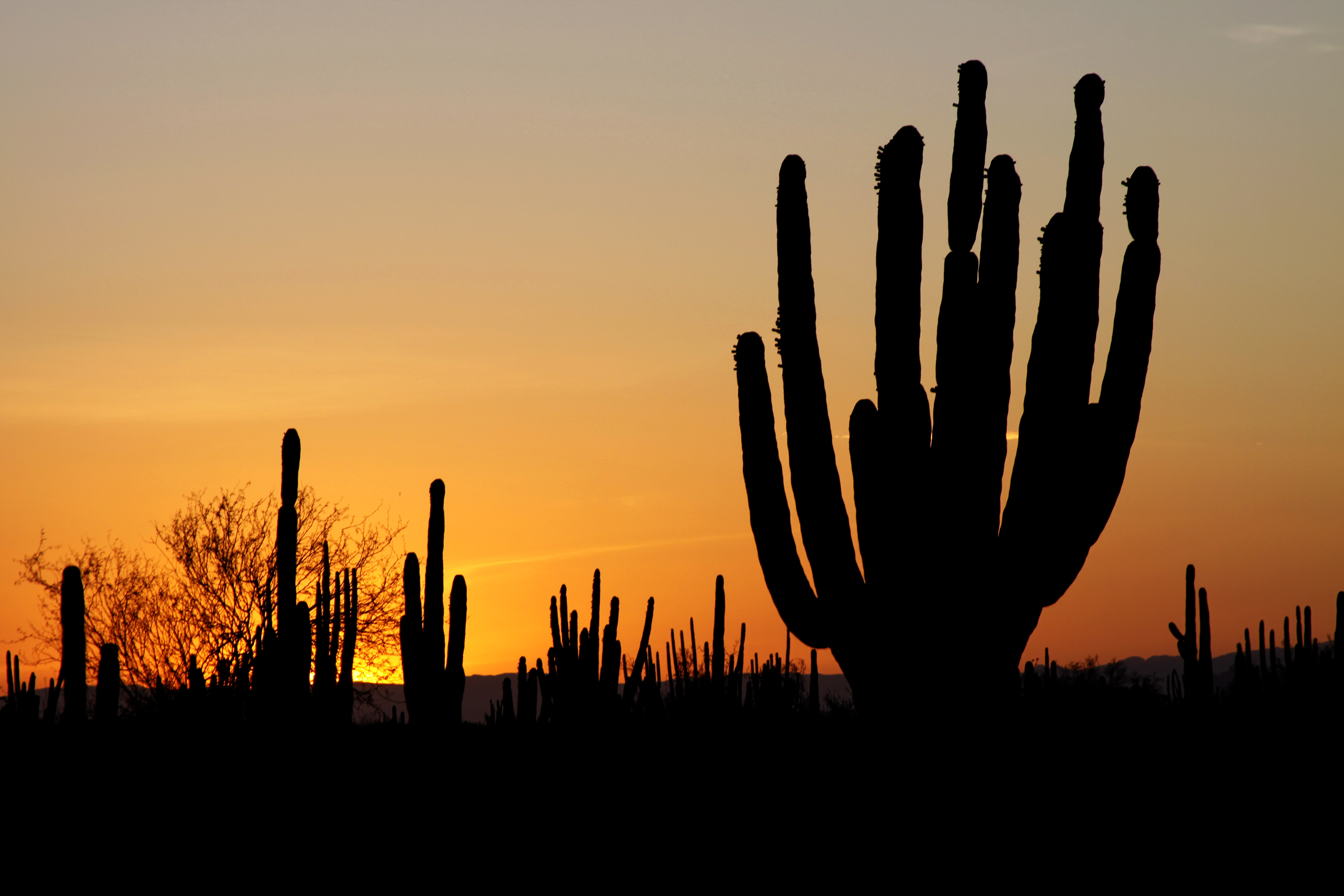
El desierto de Sonora, donde transcurre la acción de la tercera parte del libro.

Esta tercera parte continúa la narración de García Madero donde había quedado al final de la primera, y recoge las entradas de su diario del 1 de enero al 15 de febrero de 1976. Junto con Lupe, Ulises Lima y Arturo Belano huye hacia el noroeste mexicano en el Chevrolet Impala de Quim Font. Para amenizar el viaje y liberar la tensión por saberse perseguidos por Alberto, García Madero pone a prueba los conocimientos de poética y filología de sus compañeros de viaje con preguntas como qué es un síncopa, una epanalepsis o un zéjel.
Amenizados por este y demás juegos de vocabulario y adivinanzas, y después de una breve parada a las afueras de Culiacán (Sinaloa), siguen rumbo a Sonora, donde van tras las huellas de la realista visceral original Cesárea Tinajero. Aunque el éxito es moderado cuando más, cruzan el estado de punta a punta, pasando por Hermosillo, Bahía de Kino, Caborca, Pitiquito, Nacozari, Sonoyta, etc., buscando más pistas. Finalmente, descubren que Tinajero fue la amante de un torero muerto en 1930 y luego trabajó como maestra en el pueblo de Santa Teresa. Para entonces, García Madero y Lupe han retomado su amorío, primero de forma velada, luego de forma cada vez más abierta. No obstante, se enteran de que Alberto los sigue muy de cerca al telefonear a Joaquín Font, además de que se lo encuentran en la calle un par de veces. Una vez, incluso llega a haber disparos, pero los jóvenes logran escapar.
La nueva investigación de Lima y Belano finalmente rinde frutos cuando localizan a Cesárea Tinajero en un pueblo llamado Villaviciosa. Tratan enredadamente de hacerle saber el motivo de su visita, pero son interceptados en una carretera abandonada por Alberto y su compinche. Les hacen saber que solo quieren a Lupe de vuelta sin hacerle daño a nadie, pero Arturo Belano acuchilla a Alberto, y Cesárea Tinajero muere al recibir un disparo por tratar de defender a Ulises Lima; el amigo de Alberto, también herido de un disparo, no tarda en morir.
Por seguridad, los jóvenes deciden no continuar juntos. Lupe y García Madero se quedan con el coche de Joaquín Font, Lima y Belano con el Camaro de Alberto; además, quedan a cargo de los cadáveres. Aunque acuerdan reencontrarse en la capital mexicana, García Madero y Lupe permanecen en Sonora, a pesar de la falta de oportunidades. Durante su estancia en sonora se hospedan en la casa de Cesárea Tinajero y Garcia Madero encuentra los cuadernos de esta, pero decide no mandarlos al D.F. porque cree que toda la policía de Sonora está tras las huellas de Arturo y Ulises (dejando así al poema que les muestra Amadeo Salvatierra como la única muestra de la poesía de Cesárea Tinajero que lograron conocer).

## Personajes

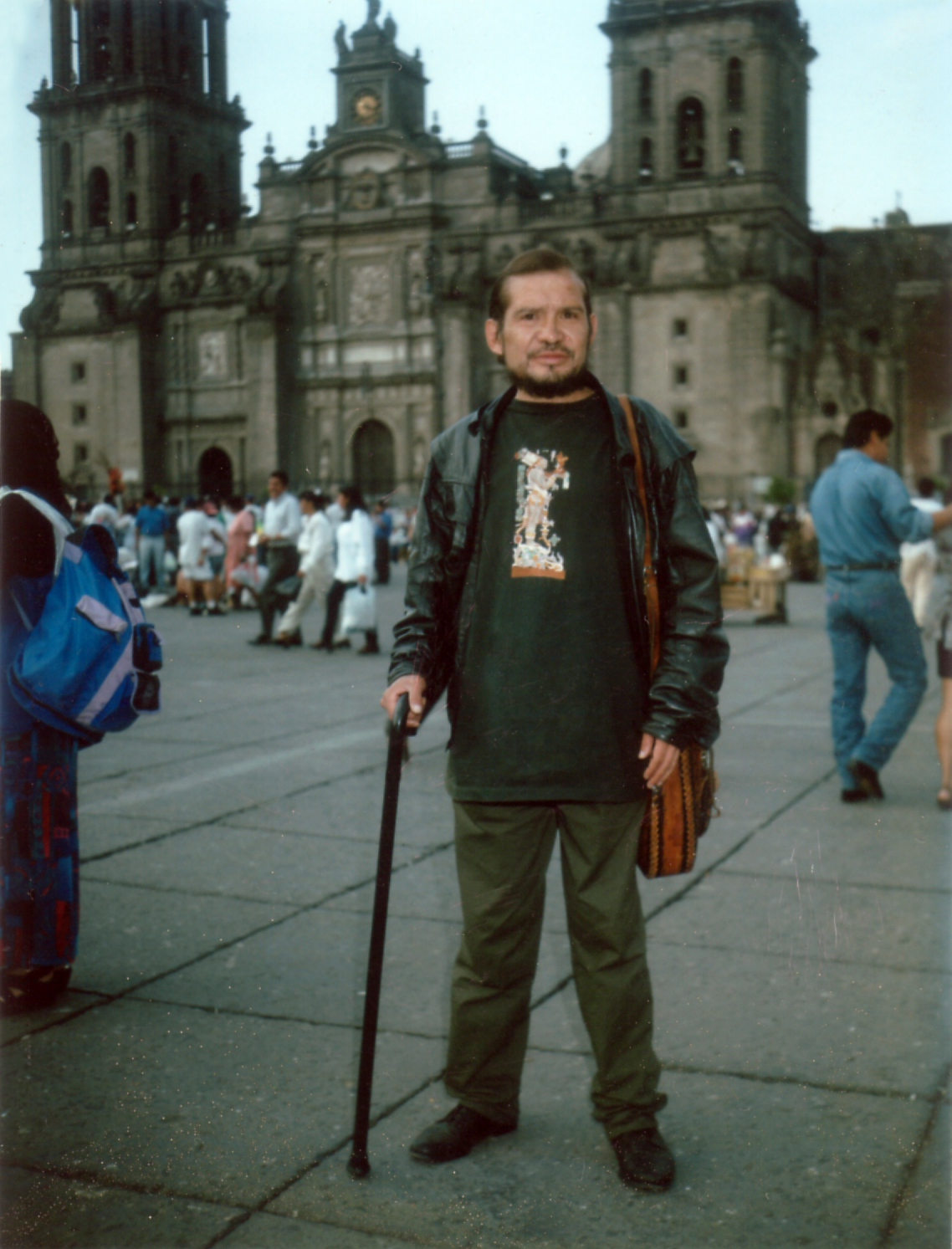
El poeta Mario Santiago Papasquiaro, el mejor amigo de Bolaño, es uno de los protagonistas de la obra, bajo el nombre de Ulises Lima.

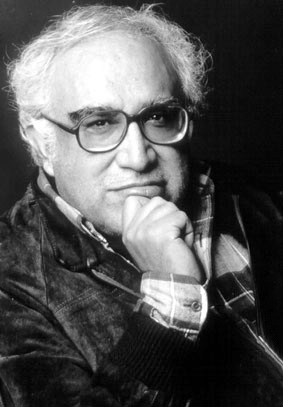
Carlos Monsiváis, escritor mexicano, es uno de los personajes reales que aparecen en Los detectives salvajes (1976-1996).

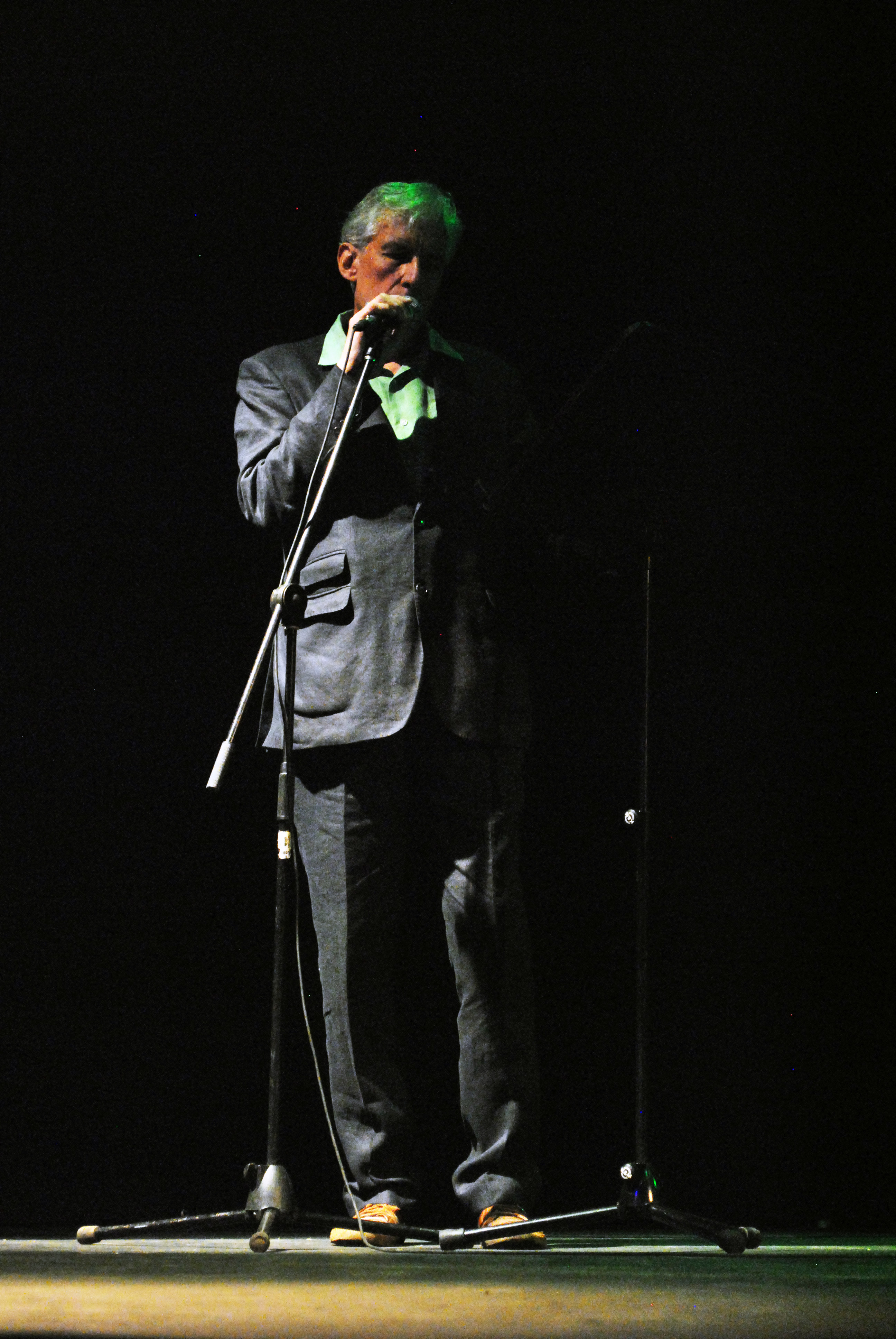
Michel Bulteau, poeta francés que aparece en la novela. En la foto, en el Festival Poesía en voz alta en México, D. F.

Los personajes de la novela son en su gran mayoría escritores —predominantemente poetas— o bien tienen alguna conexión con algún poeta.
| Personaje                                                       | Descripción | Testimonios |
| --------------------------------------------------------------- | --- | --- |
| Arturo Belano                                                   | Poeta chileno perteneciente al realismo visceral. Principal protagonista de la narración junto con Ulises Lima. | Ninguno. Es sobre él y Lima de quien se realizan los testimonios. |
| Ulises Lima                                                     | Poeta mexicano perteneciente al realismo visceral.                                                              | Ninguno. Es sobre él y Belano de quien se realizan los testimonios. |
| Juan García Madero                                              | Poeta mexicano perteneciente al realismo visceral.                                                              | Su diario constituye la primera y la tercera y última partes de la novela: Mexicanos perdidos en México (1975) y Los desiertos de Sonora (1976).                               |
| Cesárea Tinajero                                                | Poetisa mexicana desaparecida. Su búsqueda representa uno de los ejes centrales del relato.                     | Ninguno. |
| Lupe                                                            | Prostituta, amiga de María Font.                                                                                | Ninguno. |
| Alberto                                                         | Proxeneta de Lupe.                                                                                              | Ninguno. |
| Segunda parte de la novela, Los detectives salvajes (1976-1996) | | |
| Joaquín Font                                                    | Arquitecto, padre de las real visceralistas María y Angélica.                                                   | Capítulos 3 (octubre de 1976), 5 (enero de 1977), 6 (marzo de 1977), 9 (marzo de 1979), 11 (abril de 1980), 16 (marzo de 1983), 17 (septiembre de 1985) y 18 (agosto de 1987). |
| Amadeo Salvatierra                                              | Poeta mexicano, amigo de Cesárea Tinajero que ayuda a Arturo Belano y a Ulises Lima a localizarla.              | Enero de 1976, incluidos en los capítulos 1, 2, 3, 5, 6, 8, 9, 11, 16, 17, 19, 21 y 26.                                                                                        |
| Laura Jáuregui                                                  | Antigua novia de Arturo Belano.                                                                                 | Capítulos 1 (enero de 1976), 5 (mayo de 1976) y 6 (marzo de 1977). |
| Fabio Ernesto Logiacomo                                         | Escritor argentino                                                                                              | Capítulo 1 (marzo de 1976). |
| Luis Sebastián Rosado                                           | Escritor mexicano.                                                                                              | Capítulos 1 (abril de 1976), 2 (julio de 1976), 9 (marzo de 1979), 15 (marzo de 1983) y 16 (febrero de 1984).                                                                  |
| Alberto Moore                                                   | Amigo de Luis Sebastián Rosado.                                                                                 | Capítulo 1 (abril de 1976). |
| Carlos Monsiváis                                                | Escritor mexicano.                                                                                              | Capítulo 1 (mayo de 1976). |
| Perla Avilés                                                    | Amiga de la infancia de Arturo Belano.                                                                          | Capítulos 1 (enero de 1976) y 2 (mayo de 1976). |
| Piel Divina                                                     | Poeta perteneciente al realismo visceral. Basado en Jorge Hernández.                                            | Capítulo 2 (mayo de 1976). |
| Angélica Font                                                   | Poetisa perteneciente al realismo visceral, hija de Joaquín Font, ganadora del Premio de Poesía Laura Damián.   | Capítulos 2 (julio de 1976) y 9 (abril de 1979). |
| Manuel Maples Arce                                              | Escritor estridentista.                                                                                         | Capítulo 3 (agosto de 1976). |
| Bárbara Patterson                                               | Novia estadounidense del poeta real visceralista Rafael Barrios.                                                | Capítulos 3 (septiembre de 1976), 13 (marzo de 1981) y 15 (octubre de 1982).                                                                                                   |
| Jacinto Requena                                                 | Poeta perteneciente al realismo visceral.                                                                       | Capítulos 3 (noviembre de 1976), 9 (marzo de 1979), 15 (julio de 1982) y 17 (septiembre de 1985).                                                                              |
| María Font                                                      | Poetisa perteneciente al realismo visceral, hija de Joaquín Font.                                               | Capítulos 3 (diciembre de 1976) y 12 (febrero de 1981). |
| Auxilio Lacouture                                               | Uruguaya. Se presenta como la madre de la poesía mexicana.                                                      | Capítulo 4 (diciembre de 1976). |
| Joaquín Vázquez Amaral                                          | Académico traductor de los Cantares de Ezra Pound.                                                              | Capítulo 5 (febrero de 1977). |
| Lisandro Morales                                                | Editor que junto a Vargas Pardo publica una antología de jóvenes poetas latinoamericanos preparada por Belano.  | Capítulos 5 (marzo de 1977) y 11 (enero de 1980). |
| Rafael Barrios                                                  | Poeta perteneciente al realismo visceral. Basado en Rubén Medina.                                               | Capítulos 6 (mayo de 1977), 13 (marzo de 1981) y 15 (septiembre de 1982). |
| Felipe Müller                                                   | Poeta chileno perteneciente al realismo visceral. Basado en Bruno Montané.                                      | Capítulos 6 (mayo de 1977), 8 (enero de 1978), 19 (octubre de 1991) y 23 (septiembre de 1995).                                                                                 |
| Simone Darrieux                                                 | Amiga francesa masoquista de Arturo Belano.                                                                     | Capítulo 7 (julio de 1977 y dos en septiembre de 1977). |
| Hipólito «Polito» Garcés                                        | Poeta peruano residente en París, amigo de Ulises Lima.                                                         | Capítulo 7 (agosto de 1977). |
| Roberto Rosas                                                   | Poeta peruano residente en París, amigo de Ulises Lima.                                                         | Capítulo 7 (septiembre de 1977). |
| Sofía Pellegrini                                                | Amiga de Roberto Rosas.                                                                                         | Capítulo 7 (septiembre de 1977). |
| Michel Bulteau                                                  | Poeta francés residente en París, amigo de Ulises Lima.                                                         | Capítulo 7 (enero de 1978). |
| Mary Watson                                                     | Estudiante inglesa que en el relato mantiene una relación con Arturo Belano.                                    | Capítulo 8 (mayo de 1978). |
| Alain Lebert                                                    | Pescador francés.                                                                                               | Capítulo 8 (diciembre de 1978). |
| Norman Bolzman                                                  | Estudiante de filosofía judío mexicano.                                                                         | Capítulo 10 (octubre de 1979). |
| Heimito Künst                                                   | Neonazi austriaco poco inteligente.                                                                             | Capítulo 12 (mayo de 1980). |
| José «Zopilote» Colina                                          | Escritor residente en México D. F..                                                                             | Capítulo 13 (marzo de 1981). |
| Verónica Volkow                                                 | Poetisa bisnieta de León Trotski (personaje real).                                                              | Capítulo 13 (abril de 1981). |
| Alfonso Pérez Camarga                                           | Pintor, compra marihuana y hongos alucinógenos a Ulises Lima y Arturo Belano.                                   | Capítulo 13 (junio de 1981). |
| Hugo Montero                                                    | Poeta mexicano, organiza un viaje con varios poetas para ir a Nicaragua.                                        | Capítulo 14 (mayo de 1982). |
| Xóchitl García                                                  | Poetisa perteneciente al realismo visceral, pareja de Jacinto Requena.                                          | Capítulos 15 (julio de 1982), 16 (enero de 1984) y 17 (enero de 1986). |
| Andrés Ramírez                                                  | Emigrante chileno residente en Barcelona.                                                                       | Capítulo 18 (diciembre de 1988). |
| Abel Romero                                                     | Expolicía chileno residente en España.                                                                          | Capítulo 18 (septiembre de 1989). |
| Edith Oster                                                     | Antigua pareja de Arturo Belano.                                                                                | Capítulo 19 (mayo de 1990). |
| Xosé Lendoiro                                                   | Abogado, poeta y editor de una revista de poesía.                                                               | Capítulo 20 (octubre de 1992). |
| Daniel Grossman                                                 | Amigo de Norman Bolzman.                                                                                        | Capítulo 21 (febrero de 1993). |
| Susana Puig                                                     | Enfermera y antigua amante de Arturo Belano.                                                                    | Capítulo 22 (junio de 1994). |
| Guillem Piña                                                    | Pintor, amigo de Arturo Belano.                                                                                 | Capítulo 22 (junio de 1994). |
| Jaume Planells                                                  | Amigo del crítico literario Iñaki Echevarne.                                                                    | Capítulo 22 (junio de 1994). |
| Iñaki Echavarne                                                 | Crítico literario.                                                                                              | Capítulo 23 (julio de 1994). |
| Aurelio Baca                                                    | Escritor. | Capítulo 23 (julio de 1994). |
| Pere Ordóñez                                                    | Escritor. | Capítulo 23 (julio de 1994). |
| Pelayo Barrendoáin                                              | Escritor. | Capítulo 23 (julio de 1994). |
| Julio Martínez Morales                                          | Escritor. | Capítulo 23 (julio de 1994). |
| Pablo del Valle                                                 | Escritor. | Capítulo 23 (julio de 1994). |
| Marco Antonio Palacios                                          | Escritor. | Capítulo 23 (julio de 1994). |
| Hernando García León                                            | Escritor. | Capítulo 23 (julio de 1994). |
| Clara Cabeza                                                    | Secretaria de Octavio Paz.                                                                                      | Capítulo 24 (octubre de 1995). |
| María Teresa Solsona Ribot                                      | Culturista que alquila una habitación a Arturo Belano.                                                          | Capítulo 24 (diciembre de 1995). |
| Jacobo Urenda                                                   | Reportero de guerra residente en Francia.                                                                       | Capítulo 25 (junio de 1996). |
| Ernesto García Grajales                                         | Estudioso de los real visceralistas.                                                                            | Capítulo 26 (diciembre de 1996). |

## Recepción y crítica

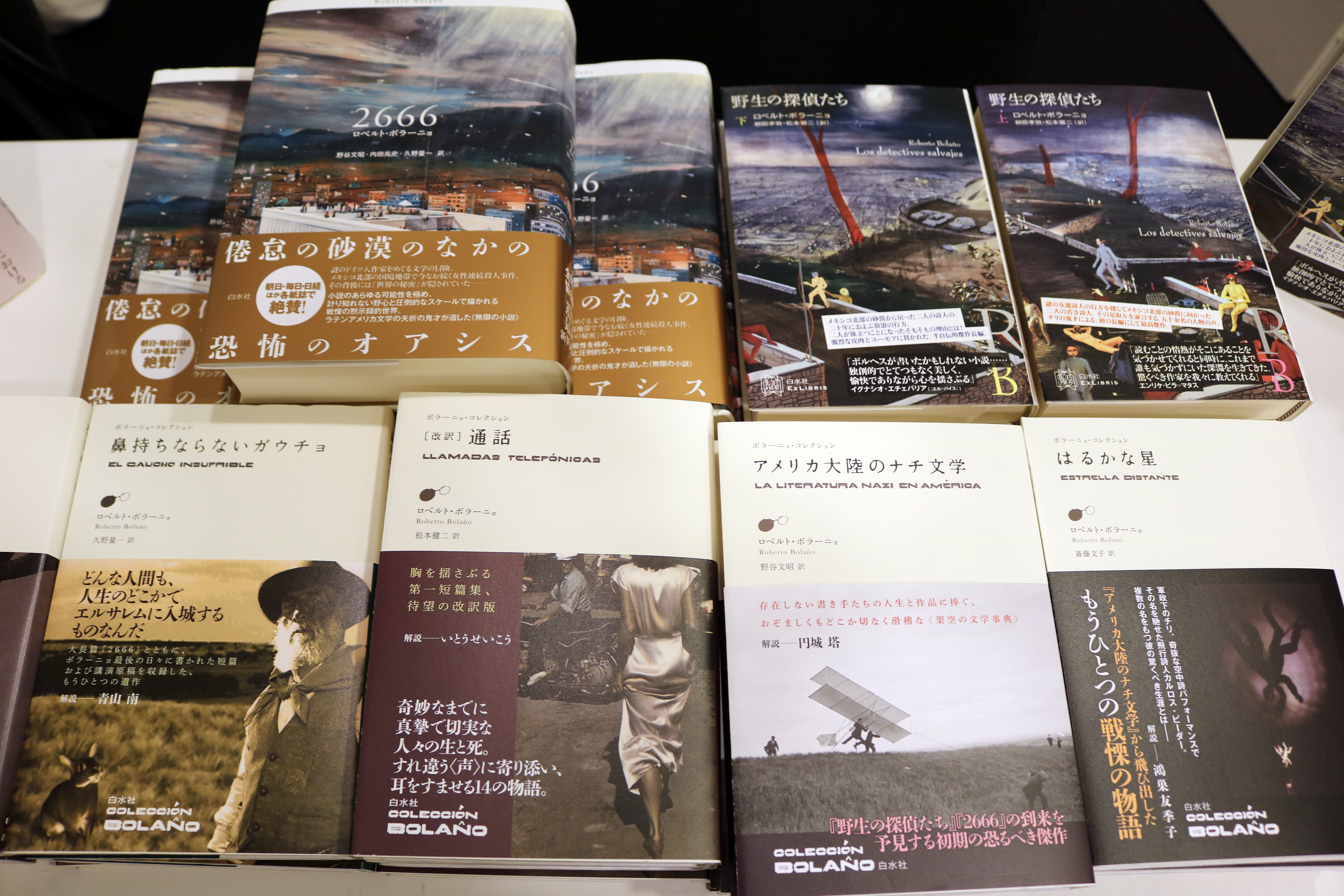
Los detectives salvajes (arriba, derecha) junto a otros libros de Bolaño traducidos al japonés.

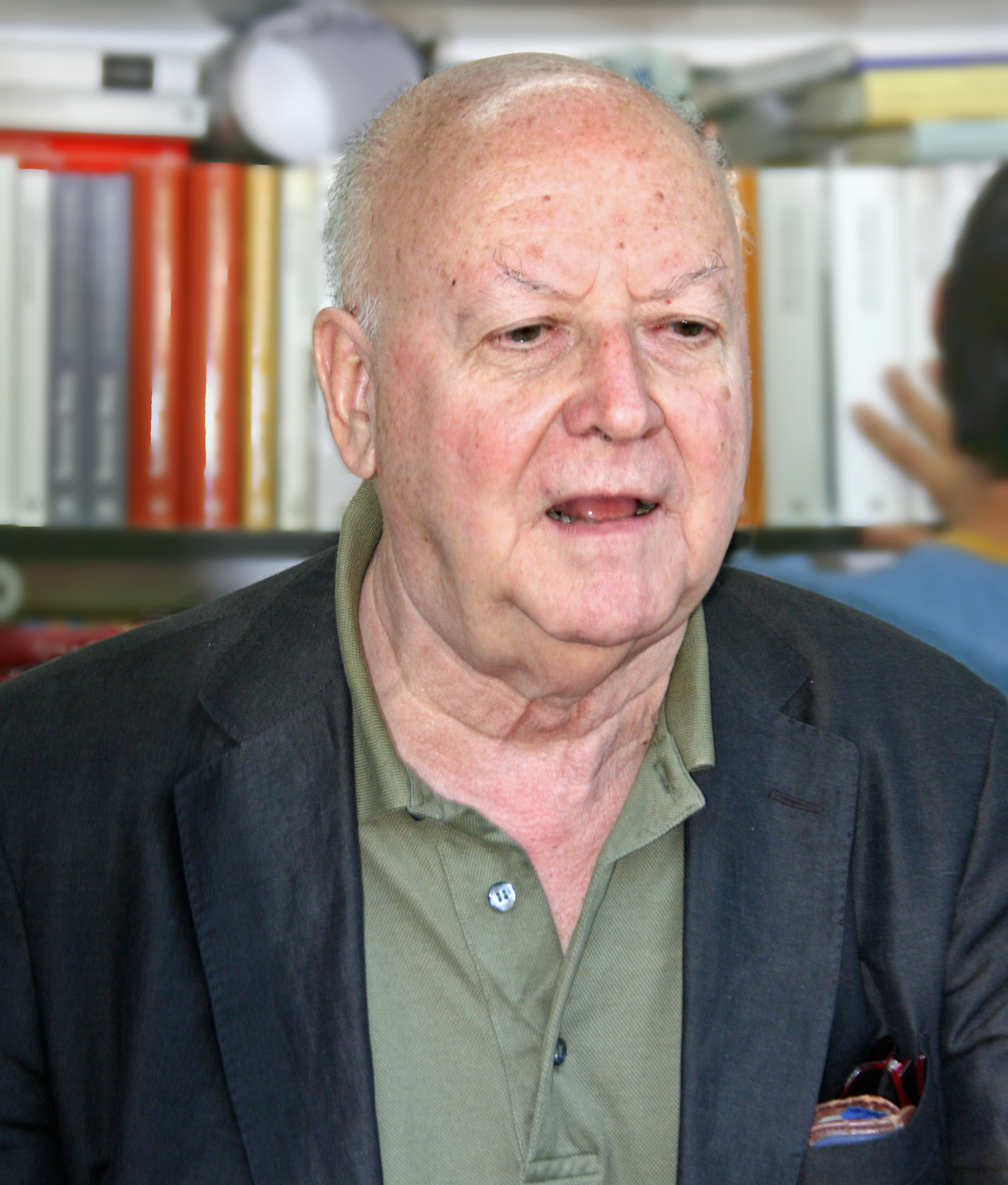
Jorge Edwards, escritor chileno, afirmó que Los detectives salvajes pertenecía a la familia literaria de Rayuela, Paradiso y Adán Buenosayres.

Desde su publicación, la novela ha recibido una gran cantidad de elogios, tanto por parte de la crítica como por parte de otros escritores. Jorge Edwards afirmó que Los detectives salvajes pertenece a la familia literaria de Rayuela, Paradiso y Adán Buenosayres. La relación de la obra con Rayuela también la ha establecido Elvio Gandolfo —quien también la asoció con Adán Buenosayres— el crítico español Masoliver Ródenas, Roberto Brodsky, Enrique Vila-Matas o Jorge Volpi. Masoliver Ródenas agregó que su narrativa fragmentaria también puede asociarse con Cervantes y Lo demás es silencio de Monterroso, así como con Ulises de James Joyce, y sus contemporáneos Villoro y Vila-Matas; Brodsky, por su parte, también mencionó a Conversación en La Catedral de Mario Vargas Llosa, y La vida breve de Juan Carlos Onetti. María Antonieta Flores, en cambio, relacionó la segunda parte del libro con Manhattan Transfer de John Dos Passos y con la Ilíada de Homero, asociando la obra completa con la Odisea, pero con la salvedad de que aquí se trata más bien de una «épica degradada», cercana al realismo de Hemingway. Gandolfo, por su lado, en lugar de «épica» habla de Los detectives salvajes como una «saga» —en concordancia con lo afirmado por el jurado del premio Rómulo Gallegos— con amagues de novela policial. Para el crítico español Ignacio Echevarría, este es:

«el tipo de novela que Borges hubiera aceptado escribir».

El escritor mexicano Juan Villoro, en un artículo donde asocia a Ulises Lima con Mario Santiago y al realismo visceral con el infrarrealismo, se refiere a esta novela como «una de las más brillantes novelas mexicanas». Más tarde el crítico Juan Antonio Masoliver Ródenas la consideró «una de las mejores novelas mexicanas contemporáneas, escrita por un chileno que reside en Cataluña», y el escritor Alan Pauls la calificó de novela vanguardista, «un gran tratado de etnografía poética». Otros críticos han dicho que es la mejor novela acerca de México desde Bajo el volcán, y la mejor novela mexicana desde La región más transparente. Vila-Matas, que además destacó los ecos del personaje de García Madero en el protagonista de la novela La aventura de un fotógrafo en La Plata de Bioy Casares, describió su impacto al leer la novela de la siguiente manera:

«Los detectives salvajes —vista así— sería una grieta que abre brechas por las que habrán de circular nuevas corrientes literarias del próximo milenio. Los detectives salvajes es, por otra parte, mi propia brecha; es una novela que me ha obligado a replantearme aspectos de mi propia narrativa. Y es también una novela que me ha infundido ánimos para continuar escribiendo, incluso para rescatar lo mejor que había en mí cuando empecé a escribir».

El poeta chileno Javier Campos considera la obra como el reflejo de la insistencia de los artistas jóvenes por vivir su creatividad hasta las últimas consecuencias:

«Por eso Los detectives salvajes perdurará por mucho tiempo como una obra universal porque tiene más relación con la condición del artista joven que con el fracaso de una generación. Y porque quizás es la única obra latinoamericana hasta ahora, en este Tercer Milenio, que nos dice también que con esta globalización ya nunca será posible producir más artistas realvisceralistas. Y en eso reside para mí la inmensa belleza poética de gran parte de la obra de Roberto Bolaño».

El escritor Jorge Carrión, por su parte, dice lo siguiente:

«Esta novela es, además de una lúcida disección del exilio y de un divertido recorrido por la hiperbólica adolescencia (...) una parodia de la vanguardia —al tiempo que una novela realmente vanguardista— y una enciclopedia de literatura».

Aquel deambular por las calles de Ciudad de México, tan presente en la obra y tan asociado con la Rayuela de Cortázar —ambientada en París—, es enfatizado en el libro El viaje imposible: En México con Roberto Bolaño, donde los autores también lo asocian con los tableaux parisiens de Charles Baudelaire, que se remontan a su vez a Gérard de Nerval y Guillaume Apollinaire, hasta llegar a Walter Benjamin; posteriormente está el «nomadismo urbano» de los surrealistas, especialmente Nadja de André Breton y la Internacional Situacionista encabezada por Guy Debord. En el cine también hay influencias provenientes de la nouvelle vague de Jean-Luc Godard y la educación sentimental de François Truffaut. Los mismos autores de este libro asocian también a los personajes de Arturo Belano y Ulises Lima con los de Sal Paradise y Dean Moriarty, trasuntos de Jack Kerouac y Dean Moriarty en la novela En el camino de Kerouac, en la cual también los personajes realizan un viaje iniciático en un vehículo a toda velocidad.
En el año 2007, el diario The New York Times la consideró como una de las diez novelas editadas en inglés más importantes de ese año; lo mismo hizo el diario Los Angeles Times, y The Washington Post la ubicó en el cuarto lugar de su lista. El diario chino Beijing News situó a Los detectives salvajes entre los 100 textos que hay que leer antes de morir.
Asimismo, el libro fue celebrado por otros conocidos críticos tales como la argentina Celina Manzoni, el mexicano Christopher Domínguez-Michael y los chilenos Rodrigo Pinto y Patricia Espinosa; así como por el escritor Jaime Collyer.
En cuanto a sus ventas, este fue el primer libro del Roberto Bolaño que consiguió un éxito comercial significativo, y la única excepción por la cual no fue considerado hasta el momento de su muerte un autor minoritario. Así y todo, pese a la ajetreada vida de entrevistas, a la obtención de premios y nuevas aperturas laborales que le surgieron luego de la publicación de Los detectives salvajes, Bolaño continuó manteniendo un estilo de vida austero, sin lujos ni ostentaciones.
Luego del éxito de esta novela y de manera póstuma, Los detectives salvajes y el grueso de la obra de Bolaño ha sido publicada en numerosos países y traducida a diversos idiomas. Hasta antes de la publicación de 2666 en octubre de 2004, Los detectives salvajes era la tercera obra de Bolaño con más traducciones, totalizando ocho y solo siendo superada por Estrella distante, con nueve, y por Nocturno de Chile, con doce.

### Premios
En el año 1998 ganó el XVI premio Herralde que otorga la editorial Anagrama, quedando finalista la novela A bordo del naufragio, del escritor Alberto Olmos. El jurado estuvo compuesto por Juan Cueto, Salvador Clotas, Paloma Díaz-Mas, Jorge Herralde, Esther Tusquets y Luis Goytisolo.
Al año siguiente, la novela fue galardonada con el Premio Rómulo Gallegos en su XI edición, estando el jurado formado por Saúl Sosnowski (Argentina), Antonio Benítez Rojo (Cuba), Ángeles Mastretta (México), Hugo Achugar (Uruguay) y Carlos Noguera (Venezuela). En el proceso participaron 220 novelas de 19 países, de las cuales se seleccionaron 32 semifinalistas, y luego 10 finalistas. En la votación final se impuso a las novelas Las nubes, de Juan José Saer; La tierra del fuego, de Sylvia Iparraguirre; Caracol Beach, de Eliseo Alberto; Dime algo sobre Cuba, de Jesús Díaz; Mariel, de José Prats Sariol; Plenilunio, de Antonio Muñoz Molina; Inventar ciudades, de María Luisa Puga; Margarita, está linda la mar, de Sergio Ramírez, e Historias de la marcha a pie, de Victoria de Stefano. Los detectives salvajes fue reconocida como una saga que destaca por su polifonía, por su humor poco frecuente en la literatura en español, y por su «funcionamiento supranacional». La única miembro del jurado que no votó por la novela ganadora fue Ángeles Mastretta, a quien Roberto Bolaño le dedicó especiales agradecimientos, en su discurso de premiación leído el 2 de agosto de 1999, de tono inicialmente humorístico, donde comenzó hablando de su dislexia para desembocar en un mensaje de unidad latinoamericana y en un homenaje a los jóvenes latinos de su generación de los años 1950.
Posteriormente obtuvo también el Premio del Consejo Nacional del Libro de Chile y el Premio del Círculo de Críticos de Arte.
| Predecesor: La noche es virgen (Jaime Bayly)  | Premio Herralde 1998        | Sucesor: París (Marcos Giralt Torrente)         |
| Predecesor: Mal de amores (Ángeles Mastretta) | Premio Rómulo Gallegos 1999 | Sucesor: El viaje vertical (Enrique Vila-Matas) |

### Historia editorial
El libro fue editado por Anagrama en 1998. Sin embargo, también apareció una edición limitada de 583 páginas, editada por Monte Ávila Editores y el Celarg, producto de la obtención del Premio Rómulo Gallegos. El éxito de la obra en España e Hispanoamérica motivó a que la obra se tradujese a diversos idiomas, expandiendo su lectores en el resto del mundo:
| Idioma     | Año  | Traducción                            | Título                     | Editorial                                    | Ref.   |
| ---------- | ---- | ------------------------------------- | -------------------------- | -------------------------------------------- | ------ |
| Alemán     | 2002 | Heinrich von Berenberg                | Die wilden Detektive       | Hanser                                       | [ 7 ]  |
| Checo      | 2009 | Anežka Charvátová                     | Divocí detektivové         | Argo                                         | [ 77 ] |
| Danés      | 2010 | Iben Hasselbalch                      | De vilde detektiver        | Gyldendal                                    | [ 78 ] |
| Finés      | 2009 | Einari Aaltonen                       | Kesyttömät etsivät         | Sammakko                                     | [ 79 ] |
| Flamenco   | 2004 | Aline Glastra van Loon                | De Wilde Detectives/Durk 2 | Meulenhoff                                   | [ 7 ]  |
| Francés    | 2006 | Roberto Amutio                        | Les Détectives sauvages    | Christian Bourgois                           | [ 80 ] |
| Griego     | 2009 | Kostas Athanasiou (Κώστας Αθανασίου)  | Οι άγριοι ντετέκτιβ        | Καστανιώτη (Kastaniotis)                     | [ 81 ] |
| Húngaro    | 2013 | Kertes Gábor                          | Vad nyomozók               | Európa                                       | [ 82 ] |
| Inglés     | 2007 | Natasha Wimmer                        | The Savage Detectives      | Farrar, Straus & Giroux                      | [ 7 ]  |
| Italiano   | 2003 | Maria Nicola                          | I Detective selvaggi       | Sellerio                                     | [ 83 ] |
| Japonés    | 2010 | Kenji Matsumoto y Takaatsu Yanagihara | Yasei no tanteitachi       | Hakusuisha                                   | [ 84 ] |
| Neerlandés | 2000 | Aline Glastra van Loon                | De woeste zoekers          | Meulenhoff                                   | [ 85 ] |
| Noruego    | 2009 | Kristina Solum                        | Ville detektiver           | Solum                                        | [ 86 ] |
| Polaco     | 2010 | Tomasz Pindel y Nina Pluta            | Dzicy detektywi            | Warszawskie Wydawnictwo Literackie Muza S.A. | [ 87 ] |
| Portugués  | 2006 | Eduardo Brandão                       | Os detetives selvagens     | Companhia das Letras                         | [ 88 ] |
| Sueco      | 2007 | Lena E. Heyman                        | De vilda detektiverna      | Tranan                                       | [ 7 ]  |
| Turco      | 2007 | Peral Bayaz                           | Vaşhi Hafiyeler            | Metis                                        | [ 7 ]  |

En 2016, fue reeditada por la editorial española Alfaguara, incluyendo imágenes de los cuadernos de escritura del autor.

## Análisis de la obra
Este libro puede entenderse como una novela híbrida, en el sentido de varias obras de Enrique Vila-Matas, Javier Cercas, Javier Marías, Rafael Reig u otros escritores españoles contemporáneos. Como otras novelas del autor, Los detectives salvajes posee notorios componentes de la novela policíaca. Para los críticos Luis Martín-Estudillo y Luis Bagué Quílez, también posee elementos del relato de iniciación, la crónica periodística, y también de géneros cinematográficos, como el thriller o el road movie, al final de la primera parte. La multitud de lugares que aparecen más adelante tienen algunos ecos de la novela bizantina. En este aspecto, la partida de Arturo Belano al África tiene reminiscencias del viaje de Arthur Rimbaud, mientras que el nombre de Ulises Lima se asocia con el Ulises de la Odisea. Con respecto a este deambular de los personajes de la obra, la investigadora Valeria de los Ríos propone que Bolaño lo que hace es utilizar la figura del mapa, representado, como en 2666 o el cuento «El viaje de Álvaro Rousselot» en El gaucho insufrible, «por un tour o trayectoria, que representa el espacio desde una perspectiva interna y móvil». De los Ríos propone que Bolaño utiliza la figura del mapa por sobre la del archivo, utilizada por el Boom latinoamericano.
En cuanto a su argumento, para el crítico Masoliver Ródenas, esta es «la desgarradora búsqueda de una generación, la suya [la de Bolaño], que ha estado buscando en el vacío y que, en un país sin futuro, sólo parece encontrar respuesta en un pasado ya perdido»; además afirma que los tres temas centrales de la novela son la juventud, el amor y la muerte, y que las búsquedas de los real visceralistas son literarias, de relaciones humanas y de identidad. Según el crítico chileno Rodrigo Pinto, por su parte, los temas predominantes de la obra son el exilio, la vida de los escritores, el sentido o sinsentido de la escritura, y el fenómeno del azar. En cuanto al escritor español Enrique Vila-Matas, éste describe la novela como «una inteligente alegoría del destino humano».
Para las investigadoras Andrea Cobas y Verónica Garibotto, mientras las tres partes de la obra están ligadas por la búsqueda de Cesárea Tinajero, los fragmentos de los testimonios de Amadeo Salvatierra conectan «estructural y temáticamente» la segunda parte con las otras dos. Para ellas, la segunda parte, «quebrando el pacto de verosimilitud» de sus distintas declaraciones, se burla de las convenciones del género testimonial que estaba en auge a fines de los años 1990. Martín-Estudillo y Bagué Quílez asocian la estructura de esta segunda parte con la de La verdad sobre el caso Savolta (1975) de Eduardo Mendoza. Además ven un primer boceto estructural de Bolaño en su novela La pista de hielo (1993). En esta parte, según Cobas y Garibotto, los testimonios del estridentista Salvatierra rememoran la época del esplendor del modernismo y la vanguardia mexicana de los años 1920, que buscaba conectar la literatura con la revolución. Masoliver Ródenas también destaca la importancia del personaje de Salvatierra —asociado al alcohol— considerándolo junto al de Joaquín Font —asociado a la locura— como los personajes adultos más ricos de la novela.
Según Cobas y Garibotto, «más que por su programa estético [del que no se dice nada, el real visceralismo de Cesárea] atrae por su invisibilidad». La poeta escribe discursos revolucionarios para Diego Carvajal, permaneciendo en el anonimato. «Sión», su único poema, casi ausente de palabras y publicado en la efímera revista Caborca, ya había aparecido en otro libro de Bolaño, Amberes, publicado en 2002, pero escrito en 1980. En dicha obra el poema aparece como un sueño, que en su interpretación el narrador comenta, significativamente, «supongo que ya poca estética [sic] queda en mí». Por otra parte, del segundo realismo visceral, fundado por Belano y Lima, poco se dice: se sabe que como movimiento marginal rechazan el canon imperante, y que priorizan la acción y una ética de izquierdas por sobre la palabra y la estética; sin embargo, de sus obras tampoco se dice nada.
Para Cobas y Garibotto la partida de Cesárea al desierto de Sonora simboliza el fracaso de la revolución y de la modernización vanguardista de los años 1920. En este sentido, el desierto —que Bolaño utiliza de manera análoga más tarde en 2666— sitúa el fracaso en una espacialidad, mientras que Cesárea representa un fracaso temporal. El viaje de Lima y Belano en su búsqueda, es un viaje geográfico, pero también temporal, que refiere al futuro y al pasado de México. Su encuentro, afirman las académicas, que exhibe la vida miserable y alejada del arte que mantiene Cesárea, muestra el fracaso del proyecto vanguardista de la poeta por volverse invisible. Cobas y Garibotto dicen que la muerte de Cesárea en 1976 constituye el centro del relato, siendo esta más importante que su hallazgo. Su muerte puede representar el fin del realismo visceral, o más simbólicamente, el término de la inocencia y la pureza de la juventud y la poesía.
Desde la muerte de la poeta, Cobas y Garibotto sostienen que Belano y Lima comienzan «un proceso de desintegración y borramiento» a lo largo de veinte años. El realismo visceral se acaba en su estética en 1979, luego que Ulises Lima intenta levantarlo sin éxito. No obstante, el final simbólico del movimiento se produce definitivamente en los años 1990, cuando Lima y Octavio Paz se estrechan la mano. Lima se va a Nicaragua durante un año para vivir la revolución Sandinista, pero regresa al México, D. F.|D. F. derrotado; años después, es Belano quien describe la magnitud de la derrota. Bolaño introduce una discusión política en una escena aparentemente trivial, donde el «teórico marxista de los poetas campesinos» Julio Labarca discute con el inspector de la policía sandinista sobre marcas de cigarros, representando de este modo las discrepancias entre la revolución cubana —de militantes— y la sandinista —teórica o de escritores—, de las cuales luego de veinte años solo queda, afirman las académicas, «el recuerdo de una ilusión compartida y una realidad de abusos y persecuciones ejercidos desde los altos mandos de la revolución». Estas reflexiones sobre la revolución se acaban cronológicamente con la partida de Belano al África. Su estética, no obstante, la cierra con su viaje a Europa, dejando preparada en México la publicación de su Antología definitiva de la joven poesía latinoamericana, conformada exclusivamente por amigos, lo que puede dar cuenta de la relación de los lineamientos de los real visceralistas con la literatura latinoamericana, pero también resalta que el proyecto de unión latinoamericana ha fracasado del todo.
El fracaso de modernización de los años 1920 se repite en los años 1970, y el fracaso de revolución a través de la literatura de los 1970 se repite en los 1990. Esto último Bolaño lo retrata en la novela con los testimonios en la Feria del Libro de Madrid de 1994, donde la literatura se ha perdido en el mercado de la industria editorial. Belano, ya como novelista, ha dejado su ética real visceralista para asumir una ética opuesta: interesado en la crítica, en publicar y salir del anonimato, decide formar parte de la industria editorial, pero transgrediendo algunos de sus códigos imperantes, lo que se evidencia en sus burlas hacia el distinguido crítico Iñaki Echavarne. Esta nueva ética, para Cobas y Garibotto, de alguna manera es la que comparten también los personajes del cuento «Sensini» de Llamadas telefónicas.
En cuanto a la pregunta que cierra la obra, «¿Qué hay detrás de la ventana?», Cobas y Garibotto sostienen que Lima y Belano intentan averiguarlo desde que en casa de Salvatierra se deciden ir en la búsqueda de Cesárea por el desierto. Si se lee en un contexto temporal, la pregunta puede interpretarse como qué lugar ocupará la literatura luego de la modernización fracasada de los años 1920, de la revolución utópica de los años 1970 y de la mercantilización de la literatura de los años 1990. A un nivel espacial, «detrás» se encuentran las páginas del libro recién leído, «la historia del fracaso del realismo visceral». Cobas y Garibotto agregan, finalmente, que «la pregunta también enfatiza la muerte de Cesárea y, al hacerlo, clausura el proyecto de los 70». Para Masoliver Ródenas, el dibujo final se trata de una ventana vacía, que está también a punto de desaparecer.

### Epígrafe
Los detectives salvajes tiene el siguiente epígrafe:

-¿Quiere usted la salvación de México?
¿Quiere que Cristo sea nuestro rey?
-No

Esta es una cita de la novela Bajo el volcán, escrita por Malcolm Lowry en 1947, que concretamente es repetida tres veces en el último capítulo del relato, cuando el protagonista, Geoffrey Firmin, se encuentra solo y ebrio en una cantina. Se han hecho varias interpretaciones de esta cita. Por ejemplo, se ha considerado como una referencia al argumento de la novela, donde Bolaño recurre a México para representar la perdición de Latinoamérica. También se ha interpretado como un ejemplo más de la ausencia de un papel importante de la divinidad en general, y del Dios cristiano en particular, en la obra del escritor chileno.
Geoffrey Firmin en Bajo el volcán, al igual que García Madero en Los detectives salvajes, también es un hombre a la deriva, pero en la ciudad de Cuernavaca; además la historia del primero ocurre durante el Día de Muertos, el mismo día con el que comienza el diario de García Madero. Ambos personajes buscan algo: el primero la muerte, mientras que el segundo la vida, que también atrae la muerte, la de Cesárea Tinajero.

### Correlación del argumento con hechos reales

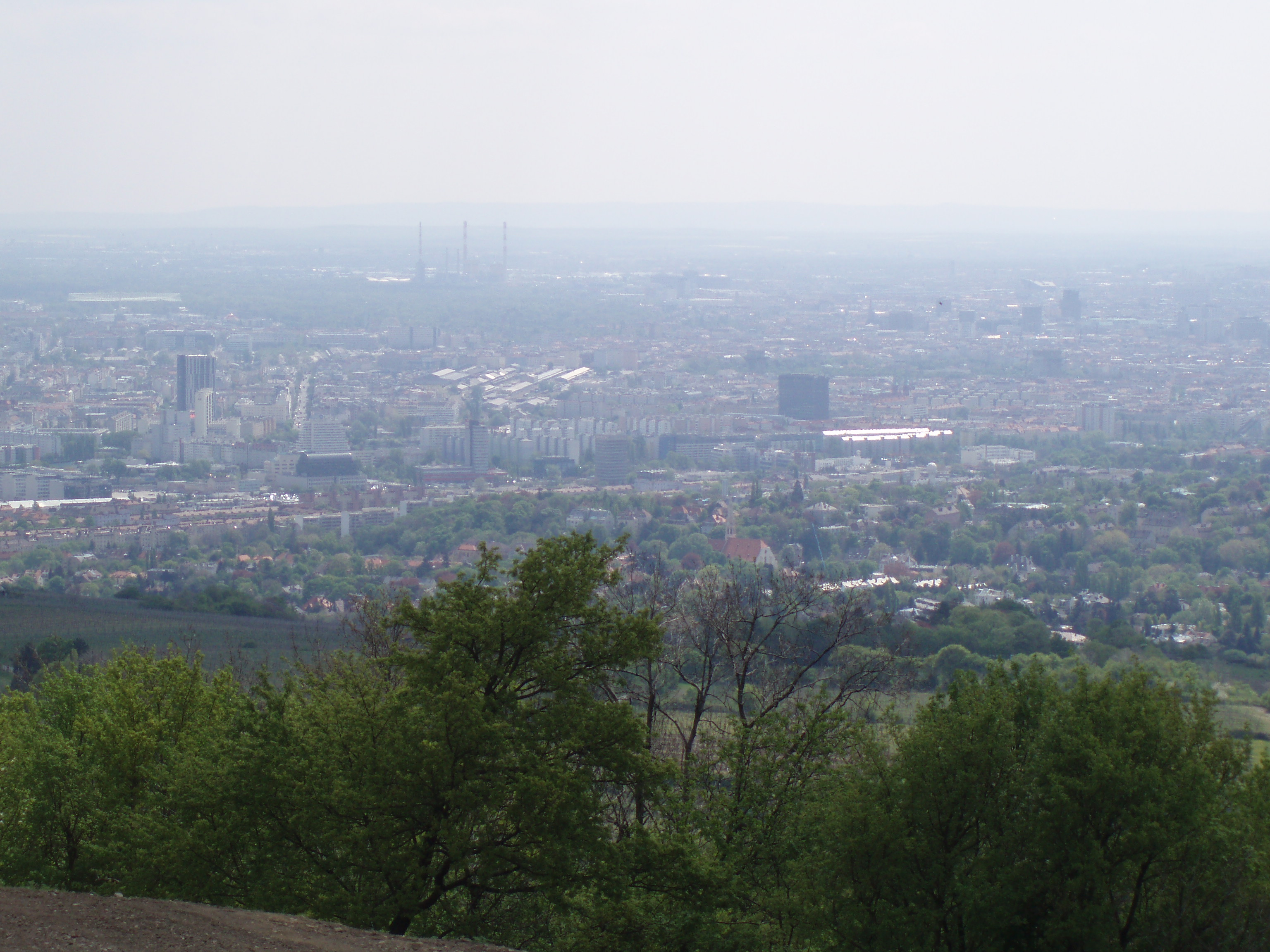
Mario Santiago Papasquiaro fue expulsado de la ciudad de Viena, al igual que Ulises Lima en Los detectives salvajes.

La corriente poética llamada en la novela realismo visceral, se corresponde con el infrarrealismo, movimiento fundado en México por el mismo Bolaño y por Mario Santiago Papasquiaro en 1975. En la novela también se mencionan explícitamente otros movimientos literarios, como el estridentismo, fundado por el poeta mexicano Manuel Maples Arce. El personaje de la novela Amadeo Salvatierra, menciona en su testimonio al General Diego Carvajal, cuya descripción posee algunos rasgos de Heriberto Jara, mecenas de los estridentistas. Cesárea Tinajero, por su parte, abandona el estridentismo para fundar la primera versión del realismo visceral, de manera análoga a como Roberto Matta, de acuerdo con testimonios de Bolaño, abandonó el surrealismo para fundar la primera versión del infrarrealismo.
Otros sucesos que se narran en el relato también parecen tener correlación con la realidad. En el testimonio de Simone Darrieux, se alude a cómo descubre que Ulises Lima lee en la ducha, hábito que también se le atribuía a Mario Santiago. En los testimonios de Norman Bolzman y Heimito Künst se describen las andanzas de Ulises Lima por Israel y Austria, y cómo de este último país le expulsan hasta el año 1984. Refiriéndose a un hecho que le sucedió a Mario Santiago Papasquiaro, dijo Bolaño en un discurso:

En 1978 o tal vez en 1979 el poeta mexicano Mario Santiago, de regreso de Israel, pasó unos días en esta ciudad. Según me contó él mismo, un día la policía lo detuvo y luego fue expulsado. En la orden de expulsión se le conminaba a no regresar a Austria hasta 1984, una fecha que le parecía significativa y divertida a Mario y que hoy también me lo parece a mí.
Roberto Bolaño

En una entrevista concedida por Bolaño a Mónica Maristain para la revista Playboy, el escritor chileno recuerda su empleo como vigilante de un camping cercano a Barcelona, al igual que Arturo Belano, como se recoge en el testimonio de Mary Watson.
Muchos de los personajes parecen tener correlación con personajes reales, al igual que el realismo visceral lo tiene con el infrarrealismo. Así Arturo Belano y Ulises Lima son los alter ego de Roberto Bolaño y Mario Santiago Papasquiaro. Cesárea Tinajero está inspirada en la poeta mexicana Concha Urquiza. Dentro de los real visceralistas, el joven Juan García Madero se corresponde posiblemente con Juan Esteban Harrington (un productor audiovisual chileno) y con Juan García Ponce (1932-2003, un escritor mexicano). El poeta Darío Galicia aparece como Ernesto San Epifanio. Joaquín, Angélica y María Font son Manolo, Vera y Mara Larrosa. En la novela se menciona que Angélica Font ganó el Premio de Poesía Laura Damián, y en la vida real Vera Larrosa ganó el Premio de Poesía Diana Toscano. Moctezuma Rodríguez y Pancho Rodríguez son los nombres ficticios de los hermanos poetas Cuauhtémoc Méndez y Ramón Méndez. Piel Divina es Jorge Hernández, un artista de performance y actor radicado en París. El poeta que en la novela acaba residiendo en San Diego, Rafael Barrios, es Rubén Medina, académico en los Estados Unidos; su pareja en la novela, Bárbara Patterson, se llama Jan. Xóchitl García es la poetisa Guadalupe Ochoa, y su pareja en la novela, Jacinto Requena, es José Peguero, un realizador de documentales. Felipe Müller es Bruno Montané. El personaje de Laura Jáuregui es Lisa Johnson, bióloga de la UNAM y antigua novia de Roberto Bolaño.
En la novela aparecen también otros personajes reales que no pertenecen a la corriente real visceralista. El poeta Juan Bañuelos es retratado en la novela como el «poeta campesino» Julio César Álamo. En la novela, Arturo Belano mantiene un duelo con un crítico literario llamado Iñaki Echevarne, que alude a su amigo, el crítico español Ignacio Echevarría. El poeta argentino Jorge Boccanera, que fue redactor de la revista Plural, aparece en el relato con el nombre de Fabio Ernesto Logiacomo. Luis Sebastián Rosado es José Joaquín Blanco. El amigo de Cesárea Tijanero, Amadeo Salvatierra, es el pintor estridentista Rodolfo Sanabria. La pintora Catalina O'Hara está inspirada en Carla Rippey, artista visual estadounidense. En la novela también aparece retratado el poeta y ensayista español Carlos Edmundo de Ory, quien escribió la introducción de la antología de 1978 Algunos poetas en Barcelona, donde figuran Bolaño, Montané y A. G. Porta, amigo de Bolaño con quien escribieron a dúo la primera novela de ambos, Consejos de un discípulo de Morrison a un fanático de Joyce. Según el escritor Jorge Carrión, el personaje de Pancracio Montesol es una referencia al escritor guatemalteco Augusto Monterroso, y en la novela también se cita a los coterráneos de Monterroso, Monteforte Toledo y Miguel Ángel Asturias. El personaje de Auxilio Lacouture está basado en Alcira Soust Scaffo, poeta uruguaya que sobrevivió a la matanza, y que frecuentaba el campus de la UNAM y el Café La Habana, donde se reunían los infrarrealistas. En una carta personal del autor, firmada en agosto de 1998, Bolaño señala que la conoció personalmente, aunque en la carta se refiere a ella con el nombre de Auxilio, en lugar de Alcira. La escritora Carmen Boullosa también comentó que el personaje de Zarco se refiere al poeta y ensayista Gabriel Zaid.

## Adaptaciones
En 2008, el cineasta Carlos Sama quiso rodar una película sobre la novela, protagonizada por Gael García Bernal como Arturo Belano. Sin embargo, el proyecto nunca se realizó. Tiempo después, en noviembre de 2015, se dio a conocer la intención de la productora Canana, fundada por Diego Luna, García Bernal y Pablo Cruz, de llevar la novela al cine, luego de hacerse de los derechos de autor con la viuda de Bolaño, Carolina López. El guion estaría a cargo de Pablo Cruz junto a quien sería el director de la película, David Pablos.